# Pyramide de Sésostris III
La pyramide de Sésostris III, de type à faces lisses fut érigée au Moyen Empire durant la XIIe dynastie. Elle se situe au Nord-Est de la pyramide rouge à Dahchour. Découverte par John Shae Perring, elle est fouillée successivement par Karl Richard Lepsius, Gaston Maspero, Jacques de Morgan et plus récemment Dieter Arnold. Les découvertes de Jacques de Morgan sont restées célèbres sous le nom de trésor de Dahchour et représentent entre autres de magnifiques bijoux découverts dans les galeries des reines. La pyramide présente désormais l'aspect d'une colline avec un énorme cratère en son centre.

## L'exploration du monument
Les ruines du complexe pyramidal furent découvertes par l'ingénieur John Perring le 8 septembre 1839. Ce dernier creuse une tranchée de quarante-neuf mètres sur neuf mètres dans la face nord de la pyramide afin de déceler l'entrée de la pyramide mais ses efforts n'ont aucun succès. Un bloc portant un cartouche lui permet d'attribuer la pyramide à Sésostris III.

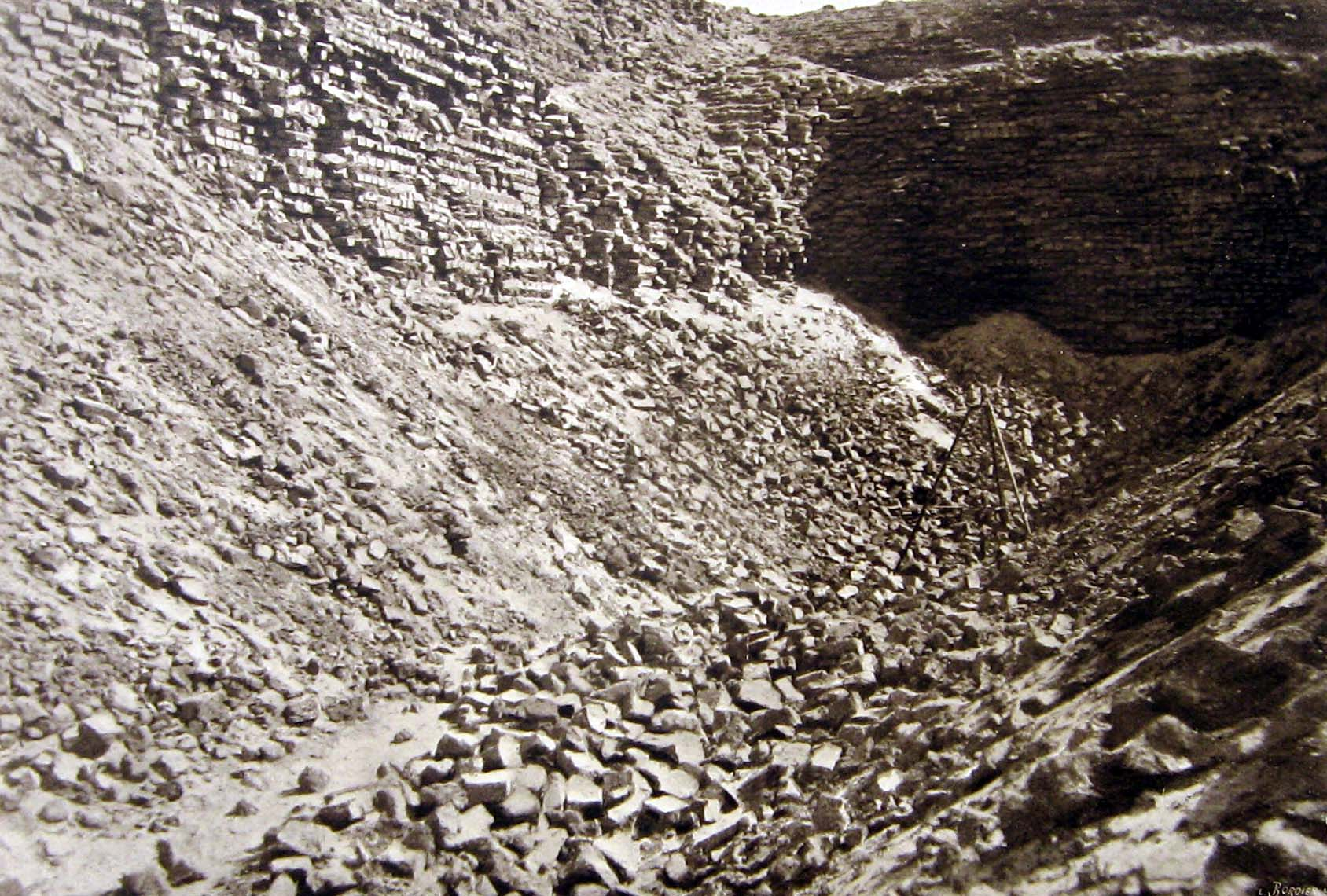
Intérieur du cratère au XIXe siècle

En 1843, Lepsius la place au rang 47 sur sa liste des pyramides. Il découvre la chaussée et la fosse à barque bien qu'il ne puisse l'identifier en tant que telle. Il mentionne également une pyramide no 48 (située au sud-est de la pyramide) qui, en fait, n'existe pas. Le cratère actuel, situé au centre de la face nord, est dû à l'égyptologue français Gaston Maspero qui, résolu à trouver les appartements funéraires, décide de faire déplacer des milliers de tonnes de briques du corps de la pyramide. Ses recherches furent vaines.
La première expédition scientifique est menée par Jacques de Morgan assisté de Gustave Jéquier et Georges Legrain. Durant deux saisons, ils creusent de nombreux tunnels dans la masse de la pyramide afin de croiser un éventuel corridor. Ils y parviennent en 1894 après plus de cent-quarante mètres de galeries creusées mais trouvent un tombeau vide. Ils mettent au jour le célèbre trésor de Dahchour provenant des galeries des reines de Sésostris III. Ces travaux permirent également de donner une vue d'ensemble réaliste du complexe. De 1990 à 1999, l'égyptologue allemand Dieter Arnold, œuvrant pour le compte du Musée des Beaux-Arts de Boston, achève d'étudier l'ensemble funéraire et permet d'étendre les connaissances sur les ensembles funéraires du Moyen Empire.

## Le complexe funéraire

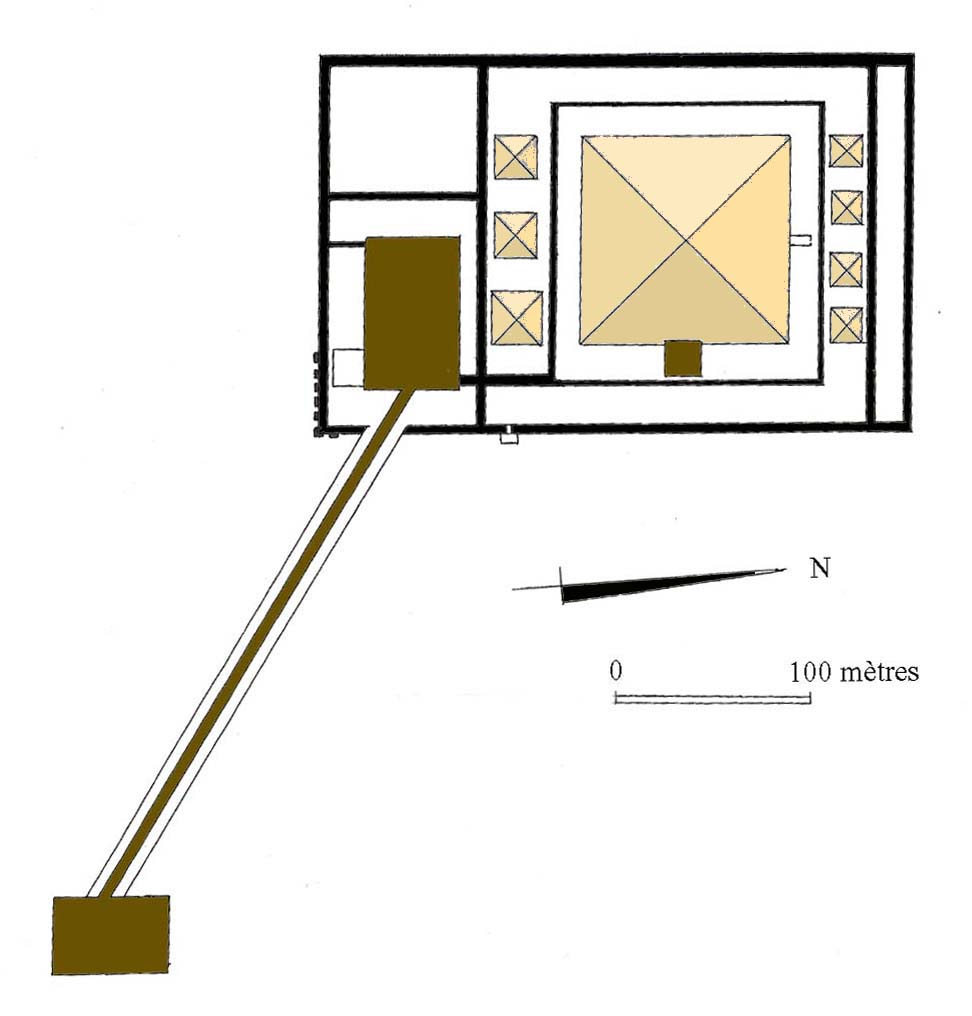
Plan du complexe funéraire de Sésostris III.

Le plan initial du complexe fut plusieurs fois modifié et agrandi. La pyramide principale se plaçait originellement au centre d'une enceinte à redans en pierres et était entourée de sept pyramides satellites. Une cour, et un temple funéraire relié à un hypothétique temple d'accueil par une chaussée, se situaient en dehors de la première enceinte. Une seconde enceinte à redans en briques entourait cet ensemble de construction. Les mesures finales étaient de 191,625 × 200,925 mètres (soit 365 × 381 coudées). Le plan d'ensemble suit le modèle des complexes de Sésostris Ier, d'Amenemhat II et de Sésostris II.

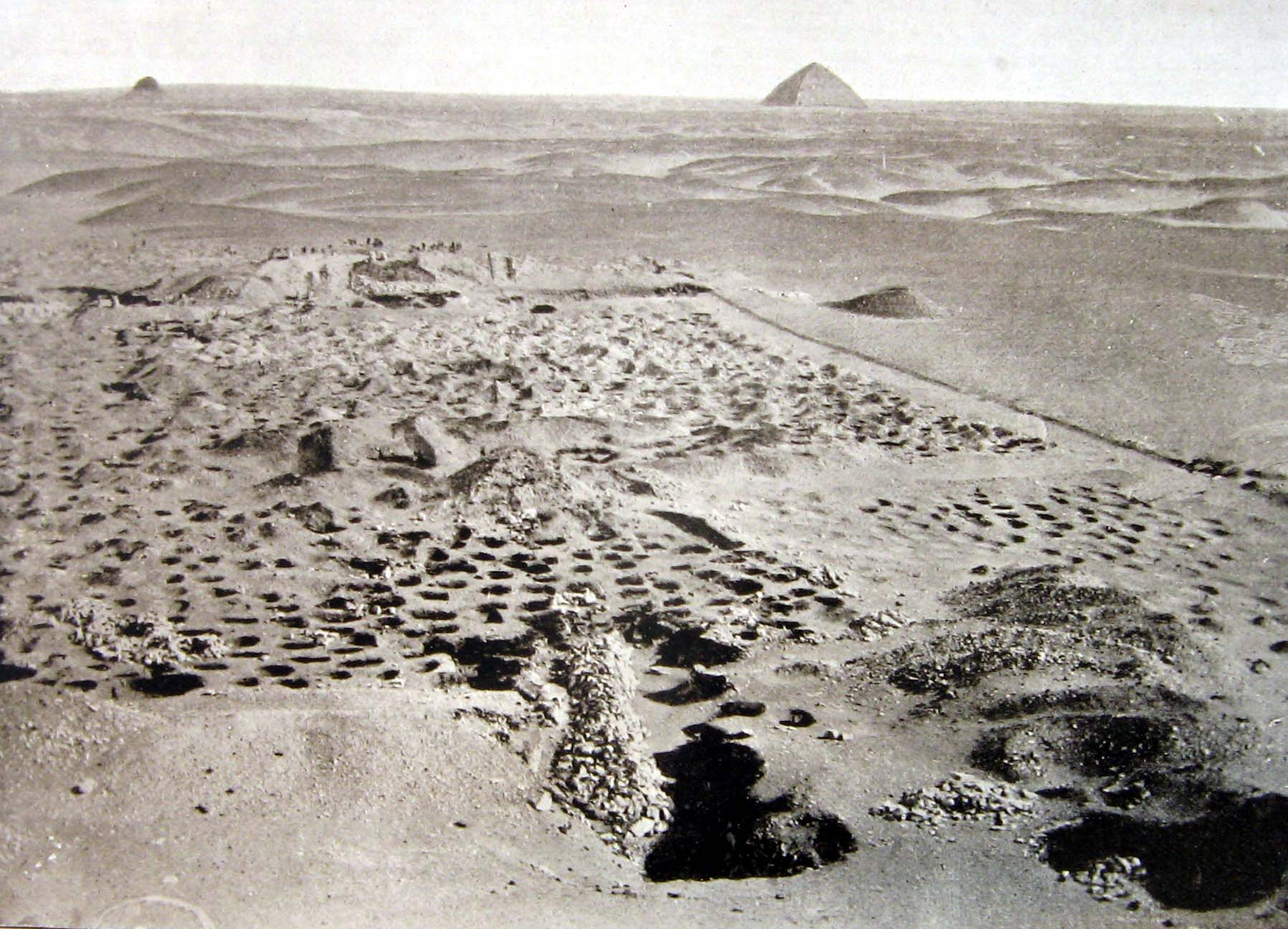
Vue vers le sud, du haut de la pyramide.

Des indices montrent que la pyramide fut exploitée comme carrière sous le règne de Ramsès II. Cependant des inscriptions relevées près de la pyramide rapportent que le prince Khâemouaset protégea et rénova le site durant la première moitié du règne de Ramsès II donc avant son exploitation. De plus, de nombreux graffitis datant de cette époque louent cette œuvre magistrale du Moyen Empire. Pourtant, à la fin du Nouvel Empire, le complexe présentait déjà un état de délabrement avancé.

## La pyramide

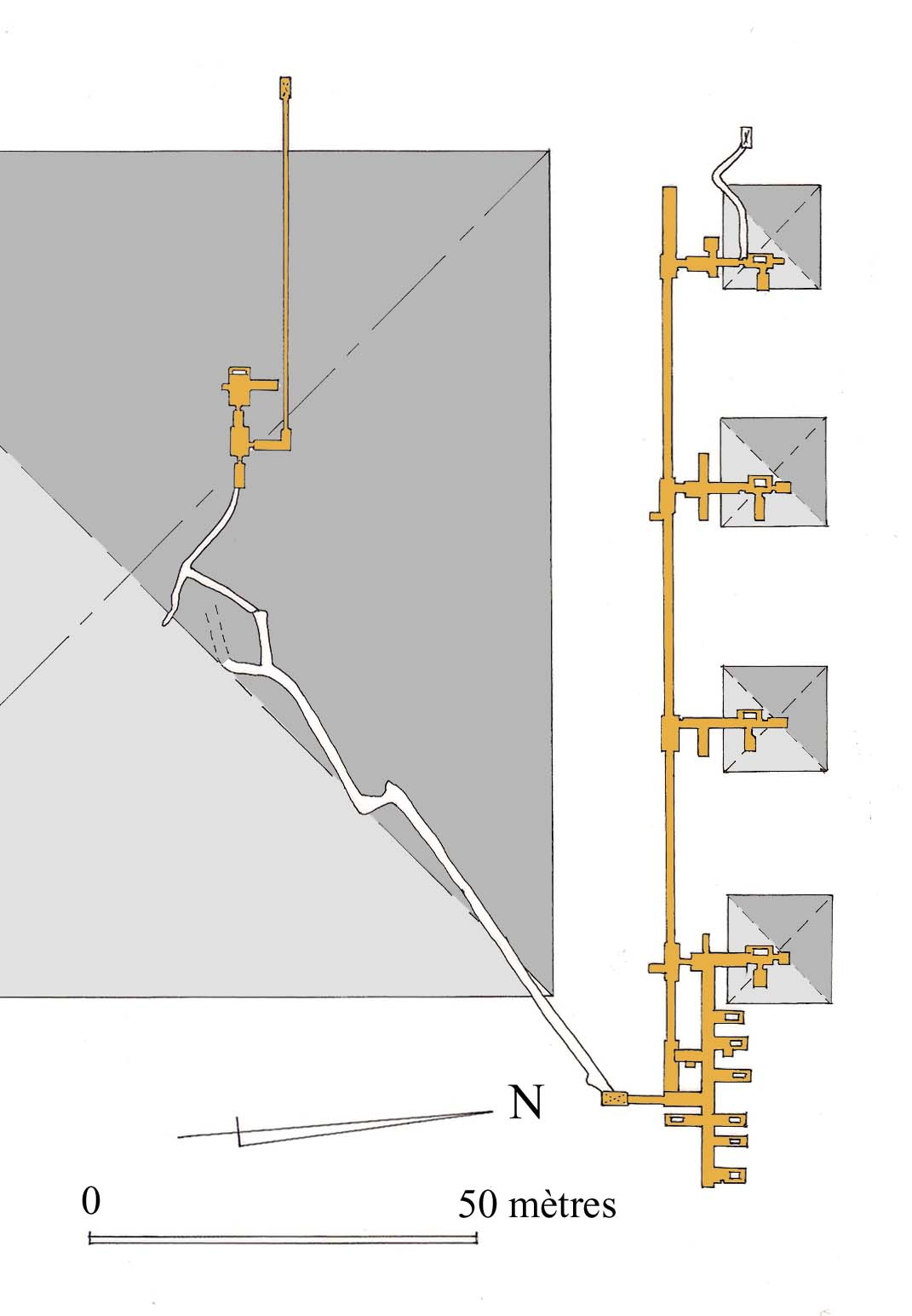
Plan des appartements funéraires de Sésostris III.

La pyramide de type à faces lisses était composé d'un corps de briques recouvert d'un parement de calcaire fin de Tourah.
L'entrée se situe à trente-cinq mètres au sud du coin nord-ouest de la pyramide et à six mètres de la base. On accède à un puits de onze mètres de profondeur suivi d'un long couloir de trente-deux mètres. Ce couloir aboutit aux appartements funéraires composés d'une antichambre, d'un serdab et d'une chambre funéraire couverte d'une voûte à intrados curvilignes. Une galerie fut creusée dans la maçonnerie à partir du serdab. En analysant la conception du cénotaphe de Sésostris III situé à Abydos, on remarque ce même détail architectural, un corridor creusé à même la roche et prenant son point de départ dans la chambre funéraire. Il ne serait donc pas étonnant d'y voir une évolution à caractère symbolique.
Le sarcophage de Sésostris III se situe au fond de la chambre funéraire, chambre couverte d'un système de décharge composé d'énormes voûtes disposées en chevrons à intrados curvilignes et surmonté de plusieurs arches de briques. La qualité d'exécution du sarcophage, taillé dans un granite rouge, est exceptionnelle. Sa base est décorée de motifs d'enceinte à redans. La chambre funéraire fut maçonnée en granite rouge et ce fut la dernière fois que les Égyptiens utilisèrent cette pierre pour la conception d'une chambre funéraire. Dans la paroi sud de la crypte, fut conçue une niche à canopes. À sa découverte par Jacques de Morgan, celle-ci était vide bien qu'encore obstruée. Cet indice et le fait qu'aucune trace de violation n'ait été décelée impliquent que le pharaon n'a jamais dû être inhumé dans cette pyramide, Sésostris III ayant fait construire un hypogée secret et un temple dédié à son culte à Abydos qui pourrait être, selon l'égyptologue Josef William Wegner (en), le véritable lieu de sa sépulture.

### Croquis, plans et photos de la mission de Jacques de Morgan

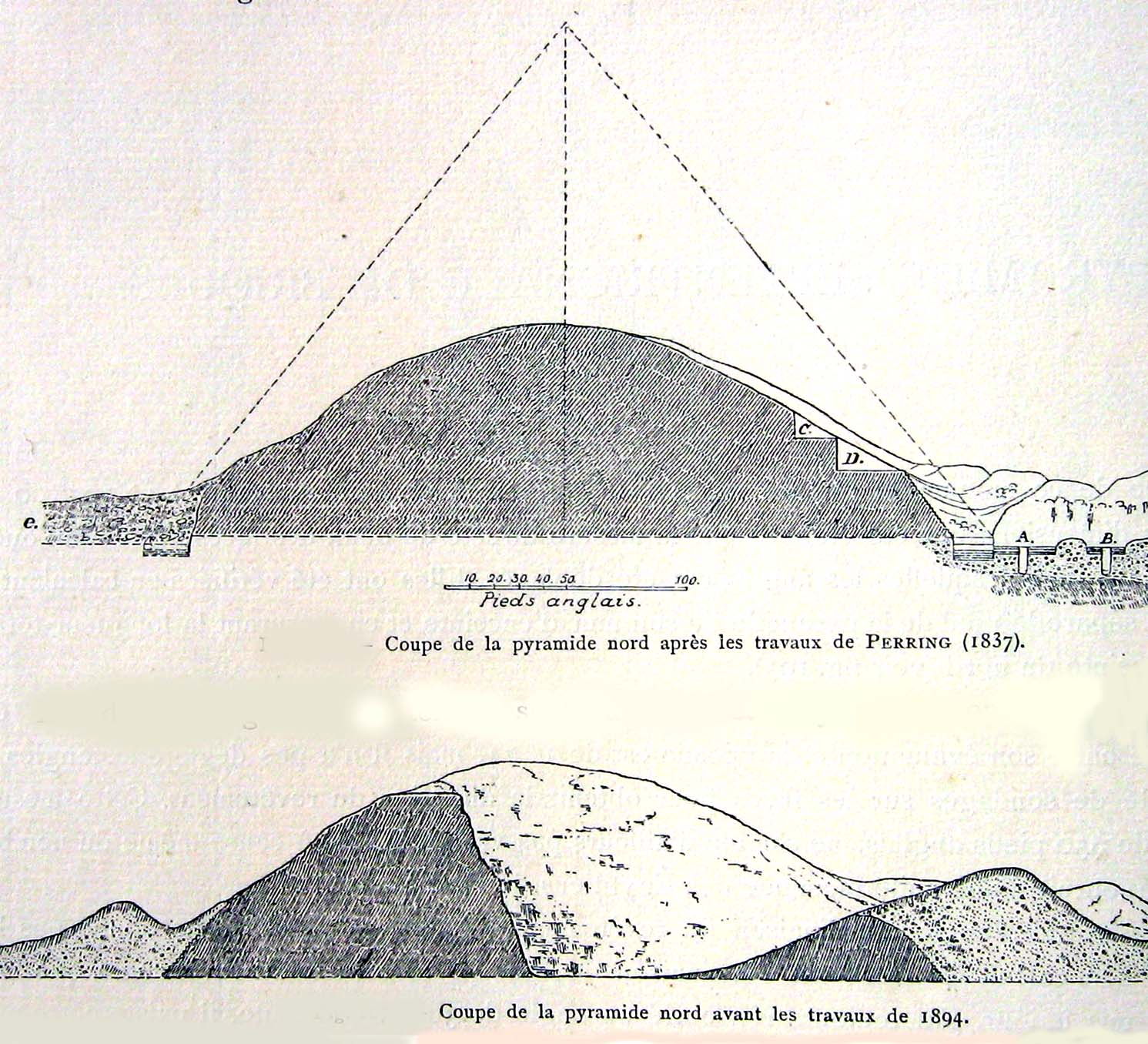
Coupe de la pyramide.
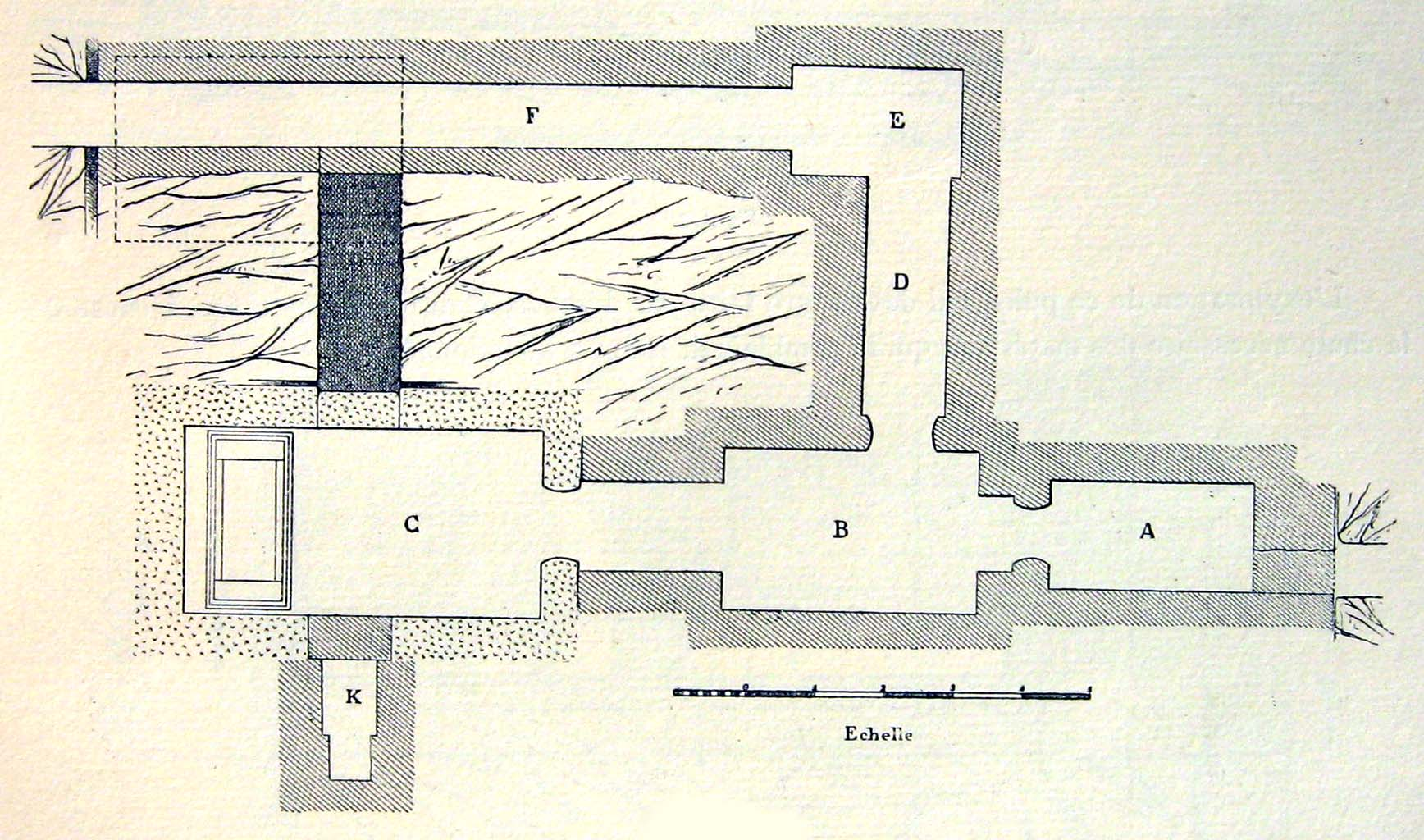
Plan des appartements funéraires.
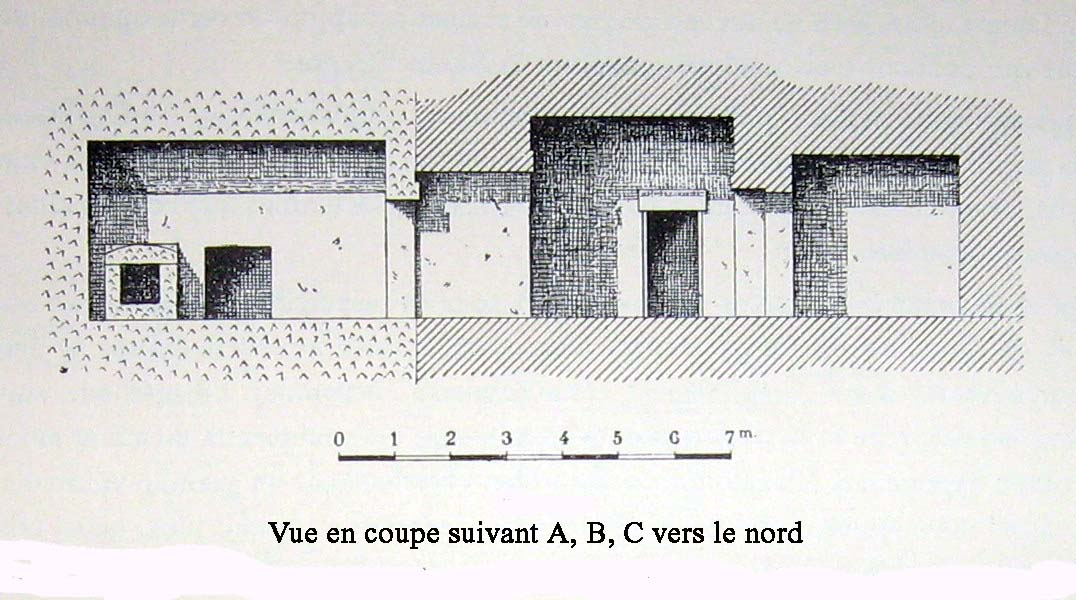
Coupe 1.
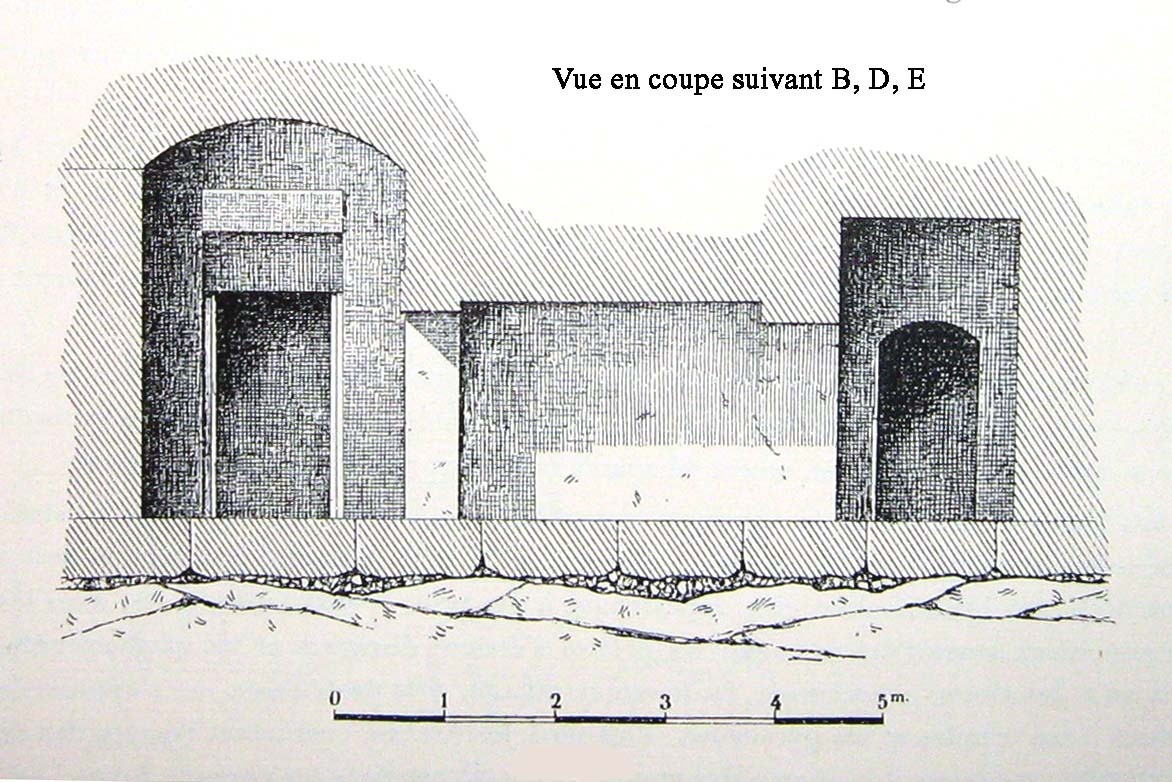
Coupe 2.
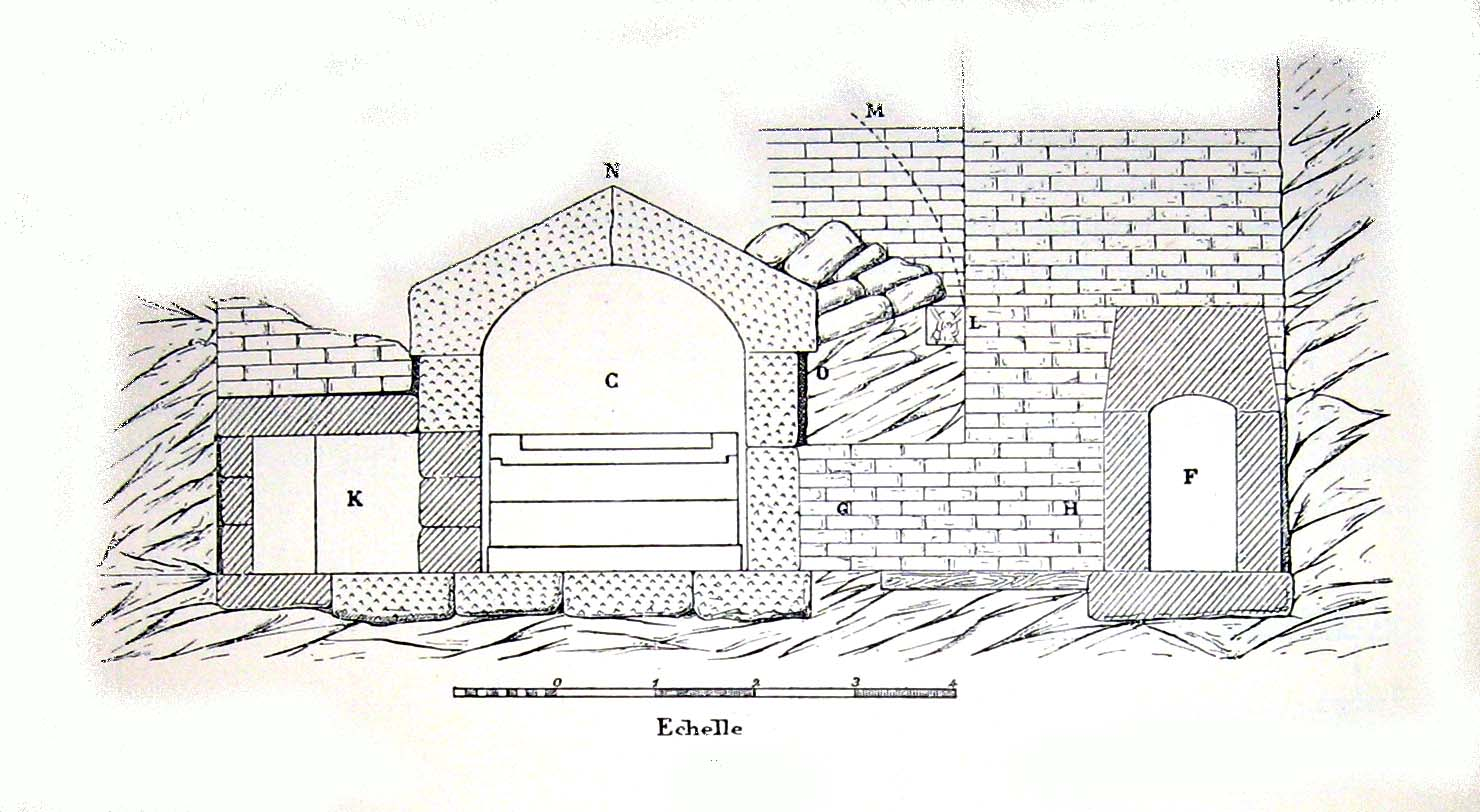
Coupe 3.
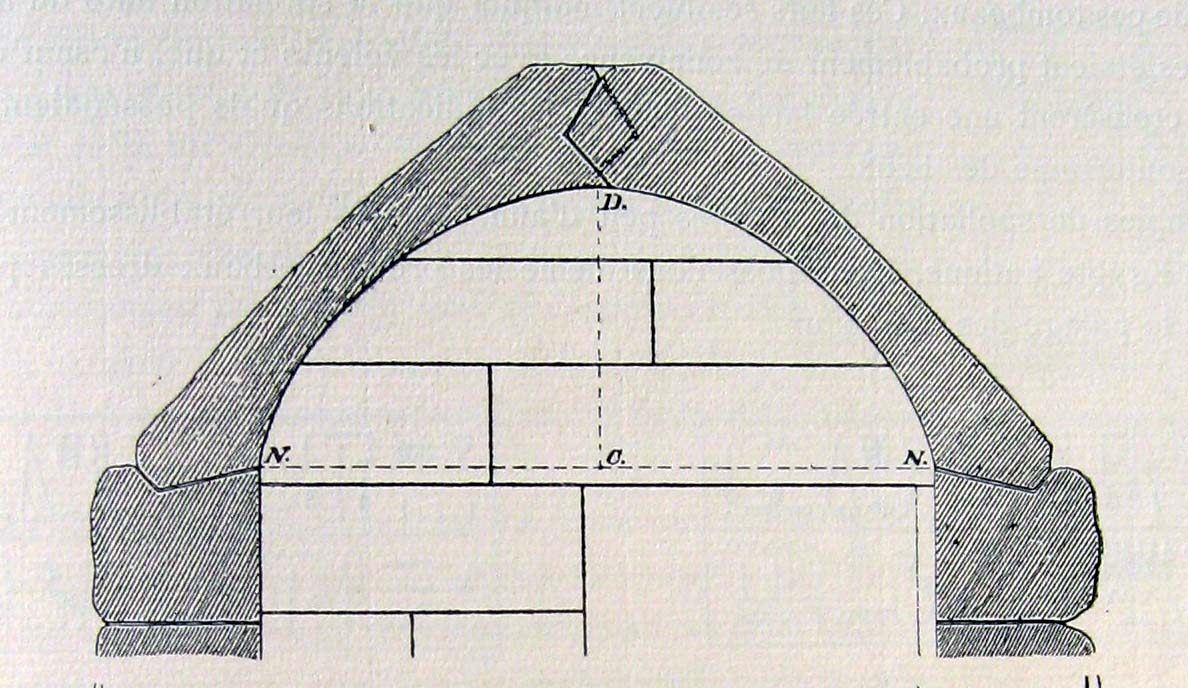
Coupe d'une voûte à intrados curvilignes dans la chambre funéraire.
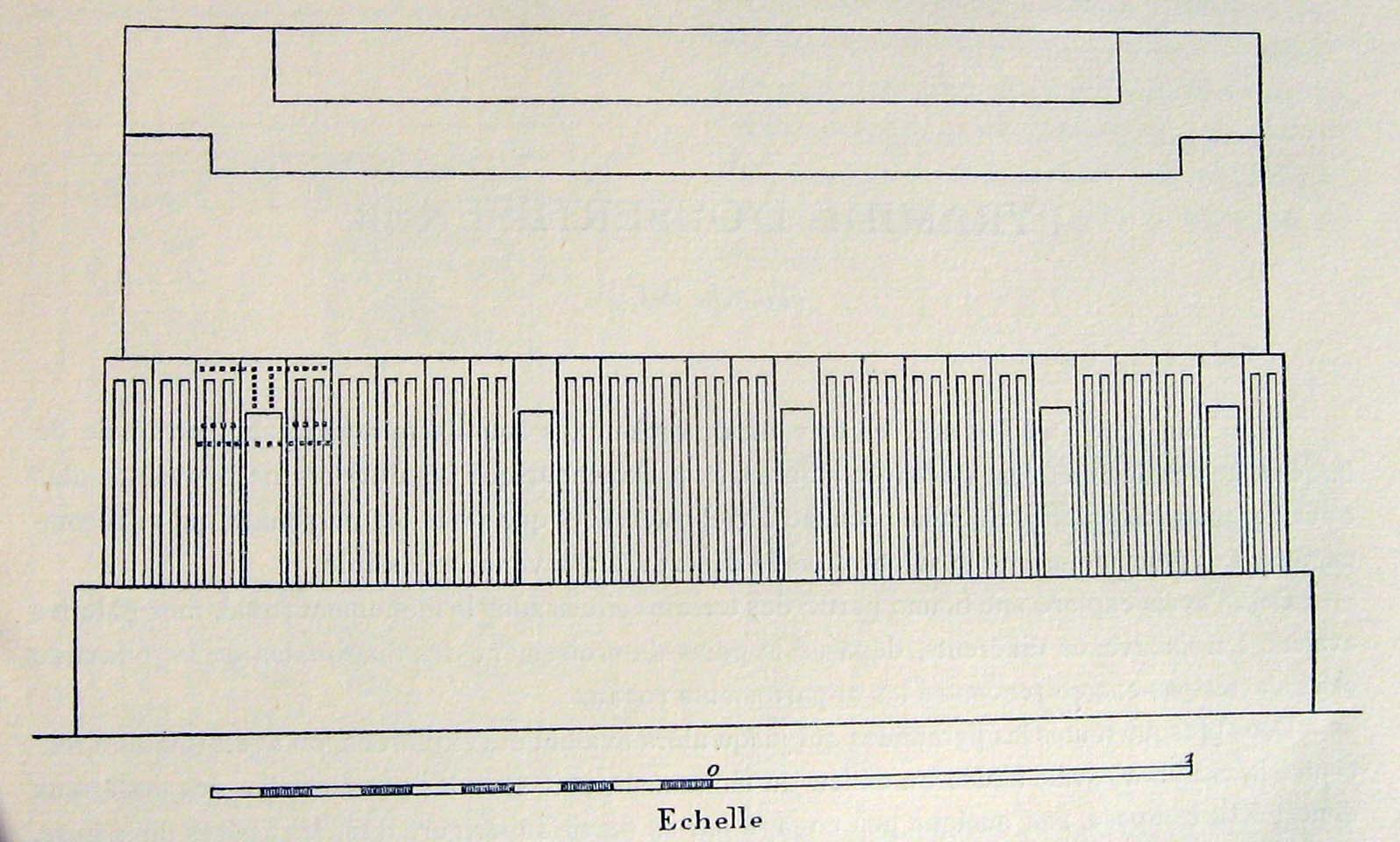
Sarcophage de Sésostris III.
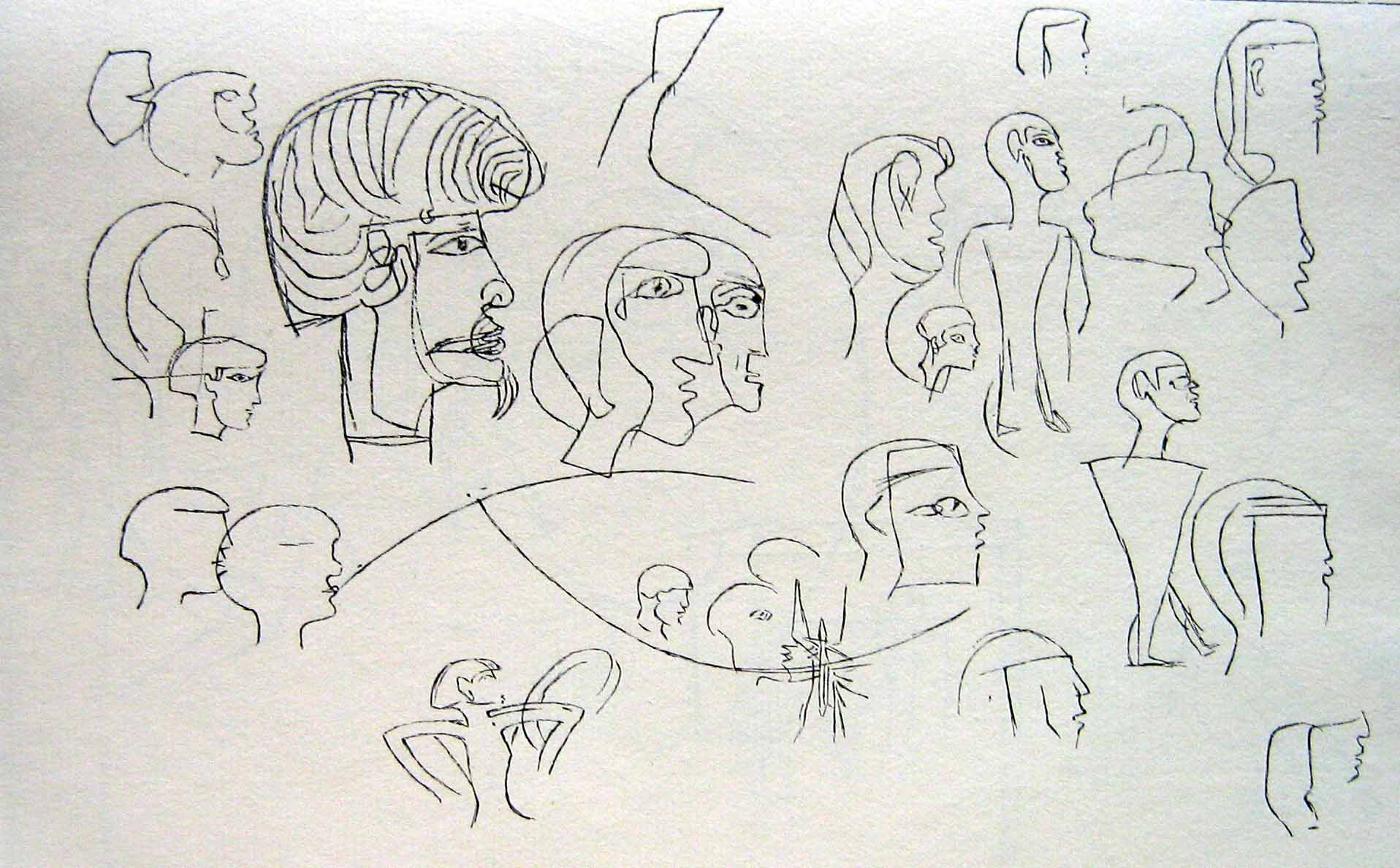
Graffitis relevés sur les parois des appartements funéraires.
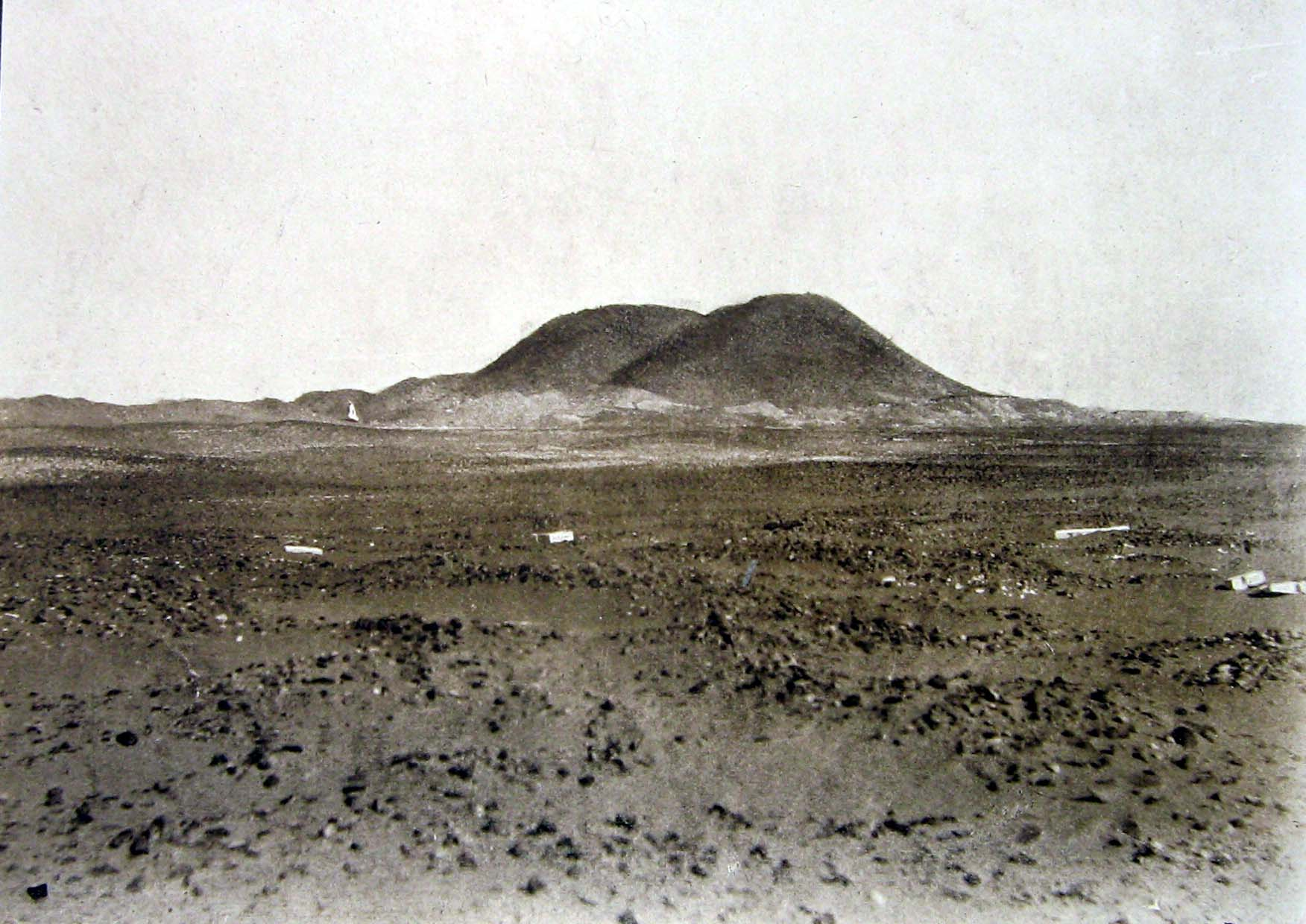
La pyramide prise du nord-ouest.
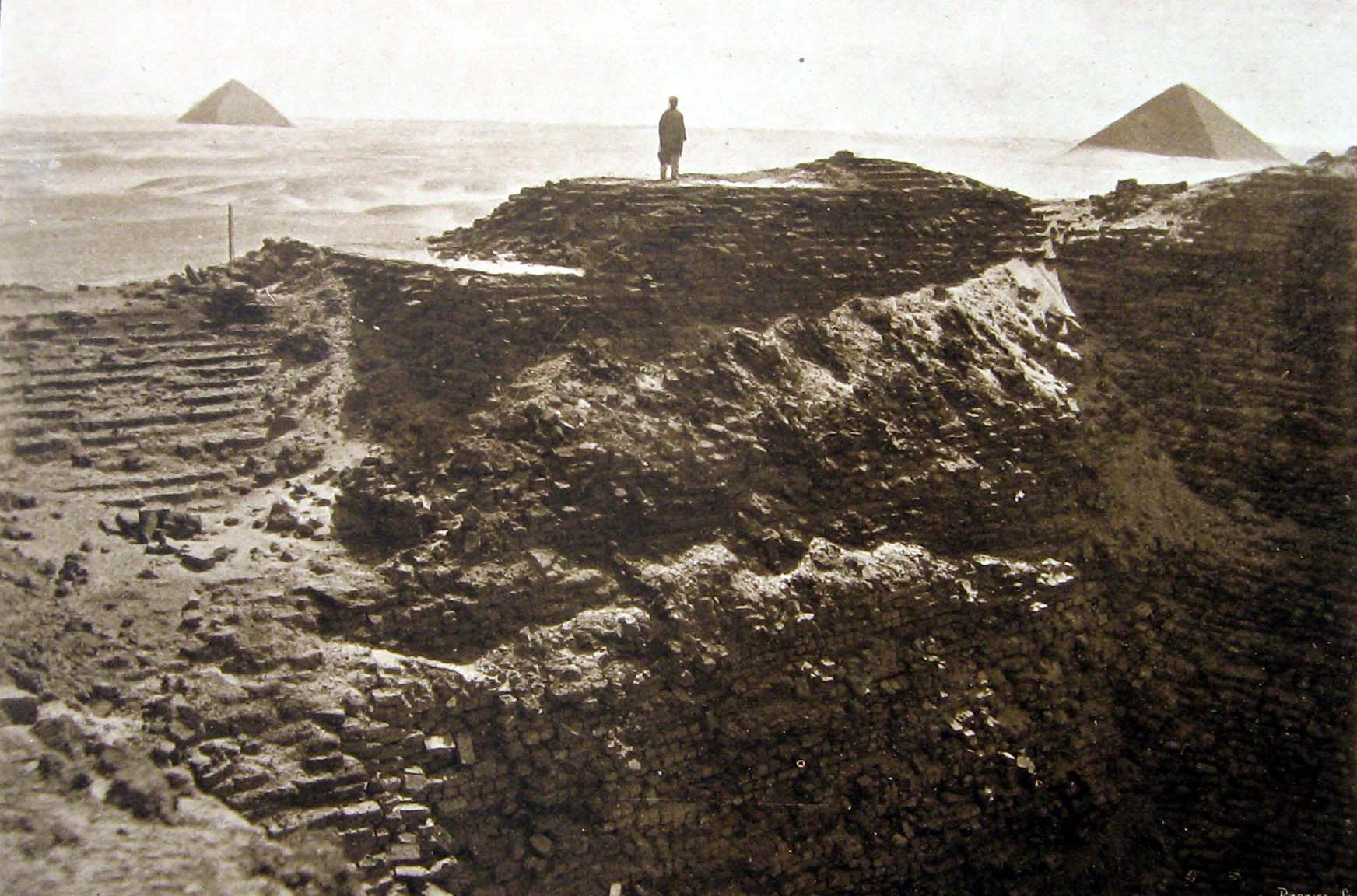
Vue du cratère.
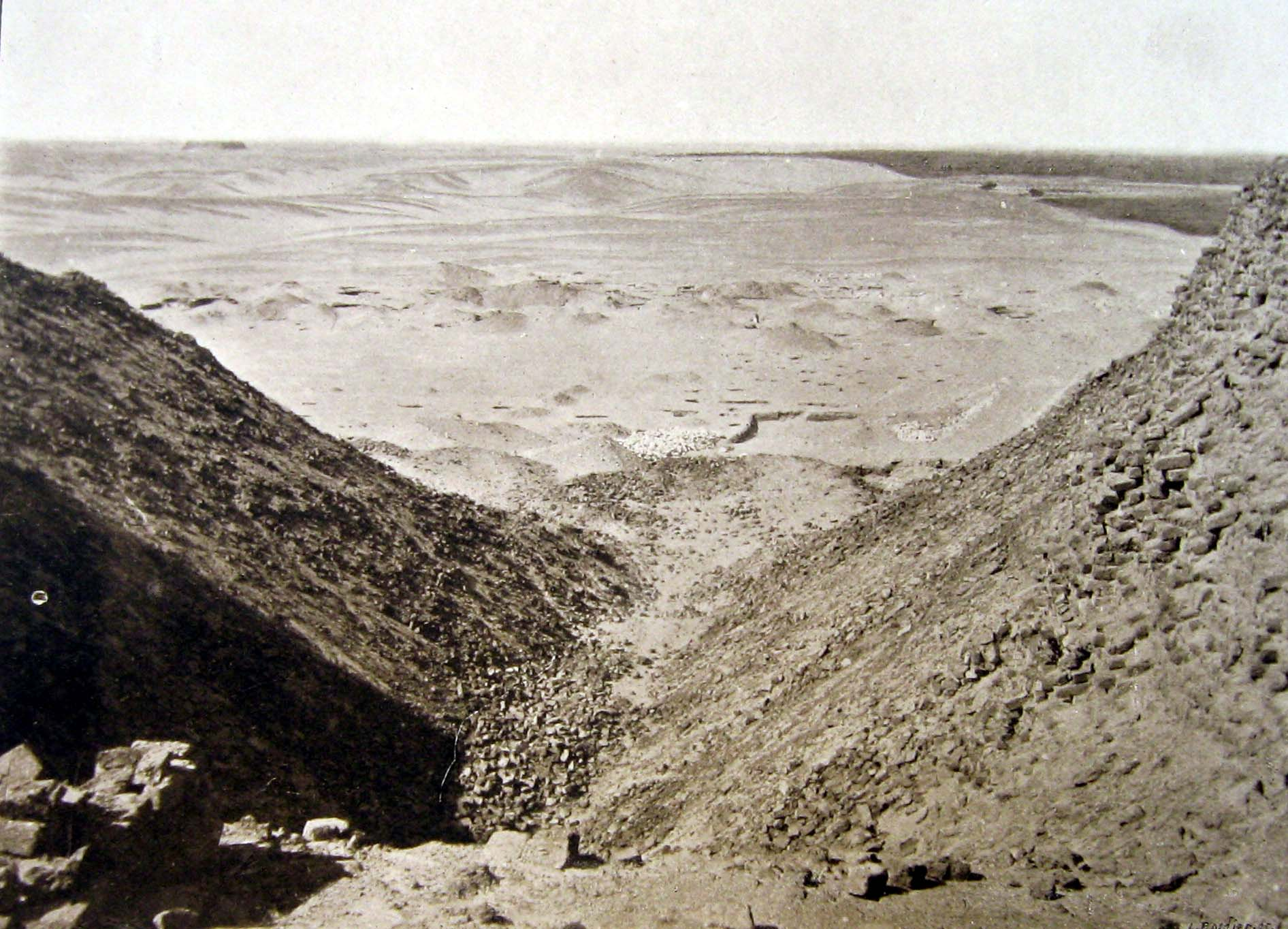
Vue du cratère vers le sud.
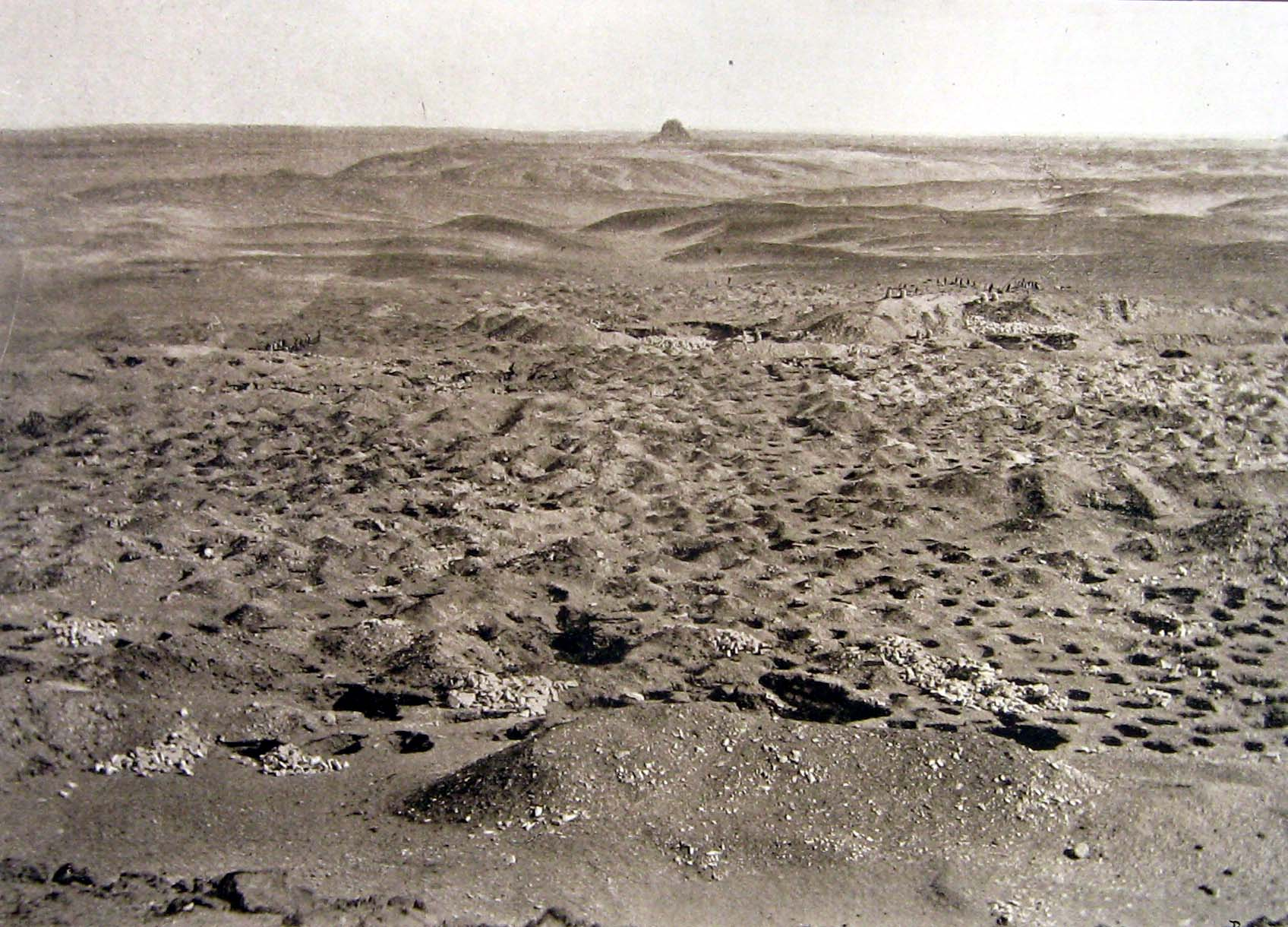
Vue au sud de la pyramide.

## Les pyramides secondaires
Les pyramides secondaires sont au nombre de sept et sont toutes situées à l'intérieur de la première enceinte en pierres. Toutes les superstructures en briques ont complètement disparu et seules subsistent les fondations ainsi que les substructures. On distingue le groupe des quatre premières pyramides situées au nord de la pyramide principale et le groupe des trois pyramides situées au sud.
|            | Base                 | Inclinaison | Hauteur estimée |
| ---------- | -------------------- | ----------- | --------------- |
| Pyramide 1 | 16,80 m (32 coudées) | inconnu     | inconnue        |
| Pyramide 2 | 16,80 m (32 coudées) | 62,0°-62,5° | 16,80 m         |
| Pyramide 3 | 16,80 m (32 coudées) | 61°-63°     | 16,80 m         |
| Pyramide 4 | 16,80 m (32 coudées) | 56°-58°     | 13 m            |
| Pyramide 5 | 16,80 m (32 coudées) | 61°-66°     | 27,30 m         |
| Pyramide 6 | 22,05 m (42 coudées) | 61°-63°     | 22,05 m         |
| Pyramide 7 | 22,05 m (42 coudées) | 60°-61°     | 22,05 m         |

### Les quatre pyramides nord et les galeries des princesses
En 1894, Jacques de Morgan découvrit à l'angle nord-est de la pyramide principale un puits de 12,70 mètres de profondeur conduisant à une longue galerie reliant douze appartements funéraires de princesses et de reines dont quatre se situent exactement sous les quatre pyramides secondaires du nord. Les infrastructures de ces pyramides ont toutes en commun la présence d'un ou plusieurs sarcophages et la présence d'une niche à canopes placée dans une des parois de la chambre funéraire. Leurs chambres funéraires sont couvertes chacune d'une belle voûte en chevrons à intrados curvilignes. Les pyramides, originellement construites en briques et couvertes d'un parement de calcaire fin, possédaient chacune une chapelle accolée à la face ouest.

#### La pyramide 1
Le propriétaire de cette pyramide (la plus à l'ouest) fut identifié grâce à quelques fragments de statue en diorite trouvés dans la crypte. Il s'agit de Nysou-Montjou (Nj-sw-Mntjw), directeur du palais, un personnage important de la XIIe dynastie qui fut ici le seul homme à être inhumé dans ces galeries annexes. Des détails architecturaux montrent que l'infrastructure fut construite après celles des trois autres pyramides. Celle-ci contient encore les débris d'un sarcophage en quartzite jaune décoré à sa base d'un motif d'enceinte à redans.

#### La pyramide 2
Cette pyramide est attribuée à la reine Nefret-Henout. La chambre funéraire contient un sarcophage en quartzite de qualité très moyenne et décoré d'une façade de palais sur sa base ainsi qu'un second sarcophage en calcaire dont on ignore le destinataire et qui fut placé après l'inhumation de la reine.

#### La pyramide 3
Attribuée à la princesse Itakayet, la pyramide contient un très beau sarcophage de granite rouge sans décoration ainsi qu'une niche et deux vases à canopes en albâtre dont les couvercles ont l'apparence de têtes humaines.

#### La pyramide 4
Celle-ci n'a pu être attribuée. Un sarcophage composé de plusieurs blocs de calcaire gît en plusieurs morceaux dans la chambre funéraire.

#### Les galeries des princesses et le trésor de Dahchour
Sept autres tombes sans superstructure et construites durant les dernières années du règne de Sésostris III, sont reliés à la grande galerie. Seules quatre d'entre elles sont attribuées. Ce sont celles de la reine Méreret et des princesses Senet-senebetes, Menet et Sithator. Toutes les tombes contiennent un sarcophage, la plupart en calcaire, quelques-uns en granite rouge et souvent décoré de motifs à redans.
Jacques de Morgan y fit une grande découverte, en 1894, en exhumant deux coffres en bois, à l'origine incrustés d'or, mais en état de décomposition. Ceux-ci livrèrent de remarquables bijoux tels un pectoral, des scarabées, des colliers ou bien encore des récipients. Les noms suivants ont été relevés : Sésostris II, Sésostris III associé à la princesse Sithator, Amenemhat III associé à la princesse Méreret.

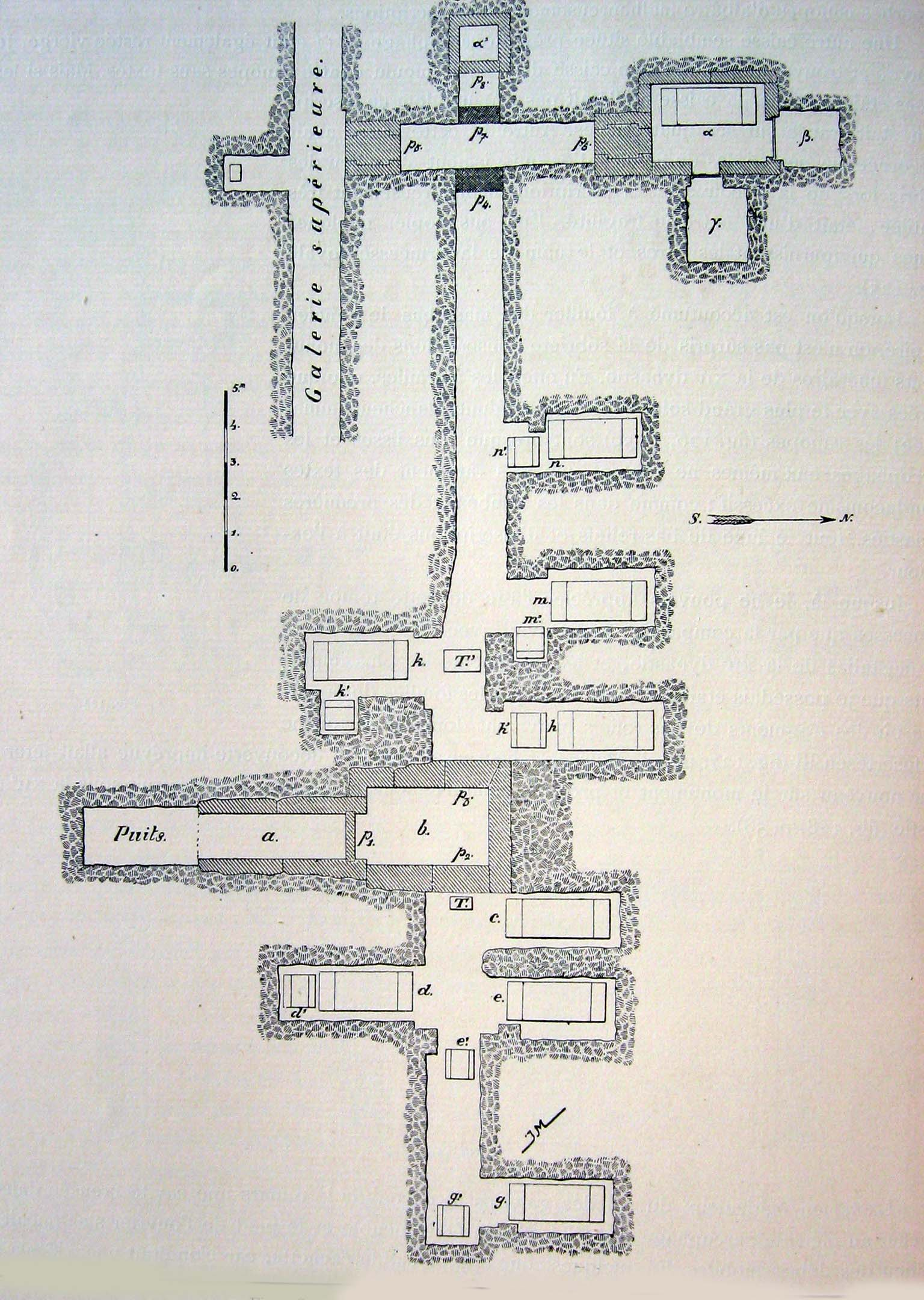
Plan des appartements funéraires des princesses.
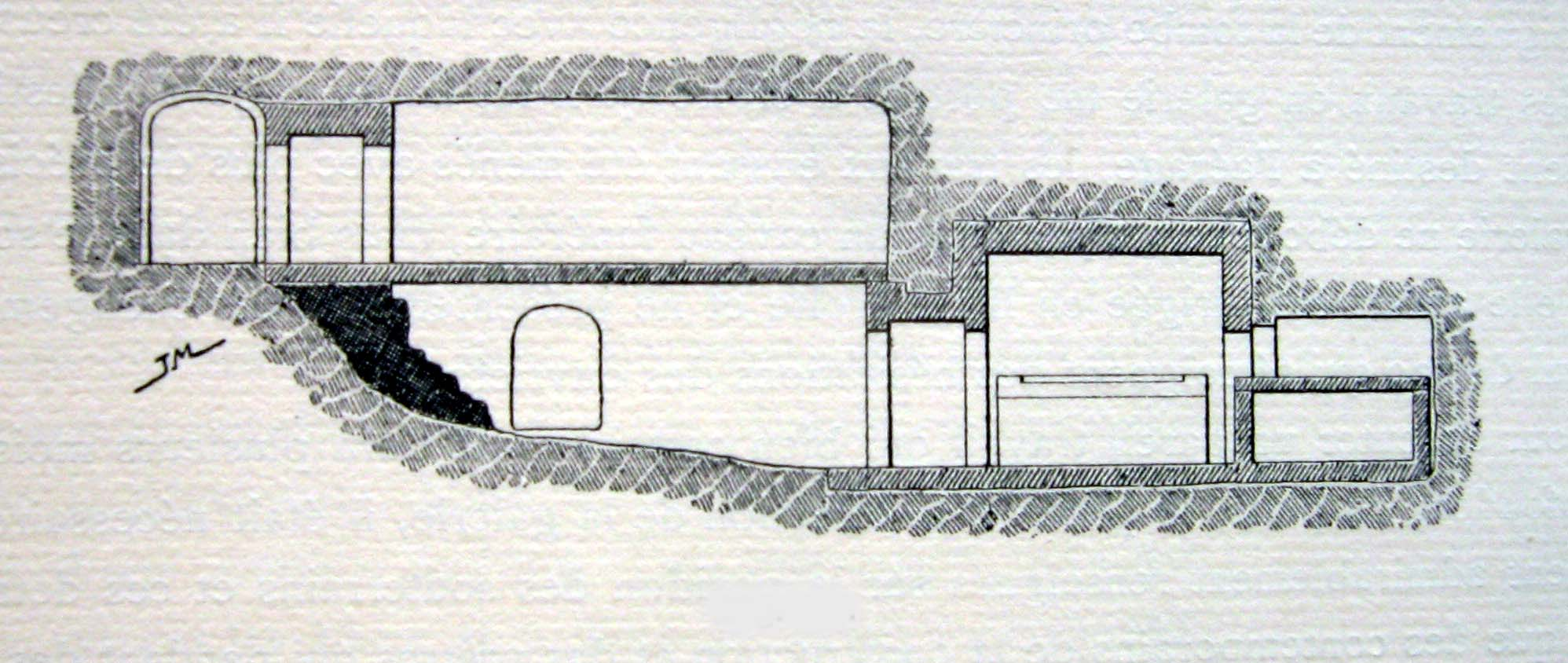
Vue en coupe d'une tombe de reine.
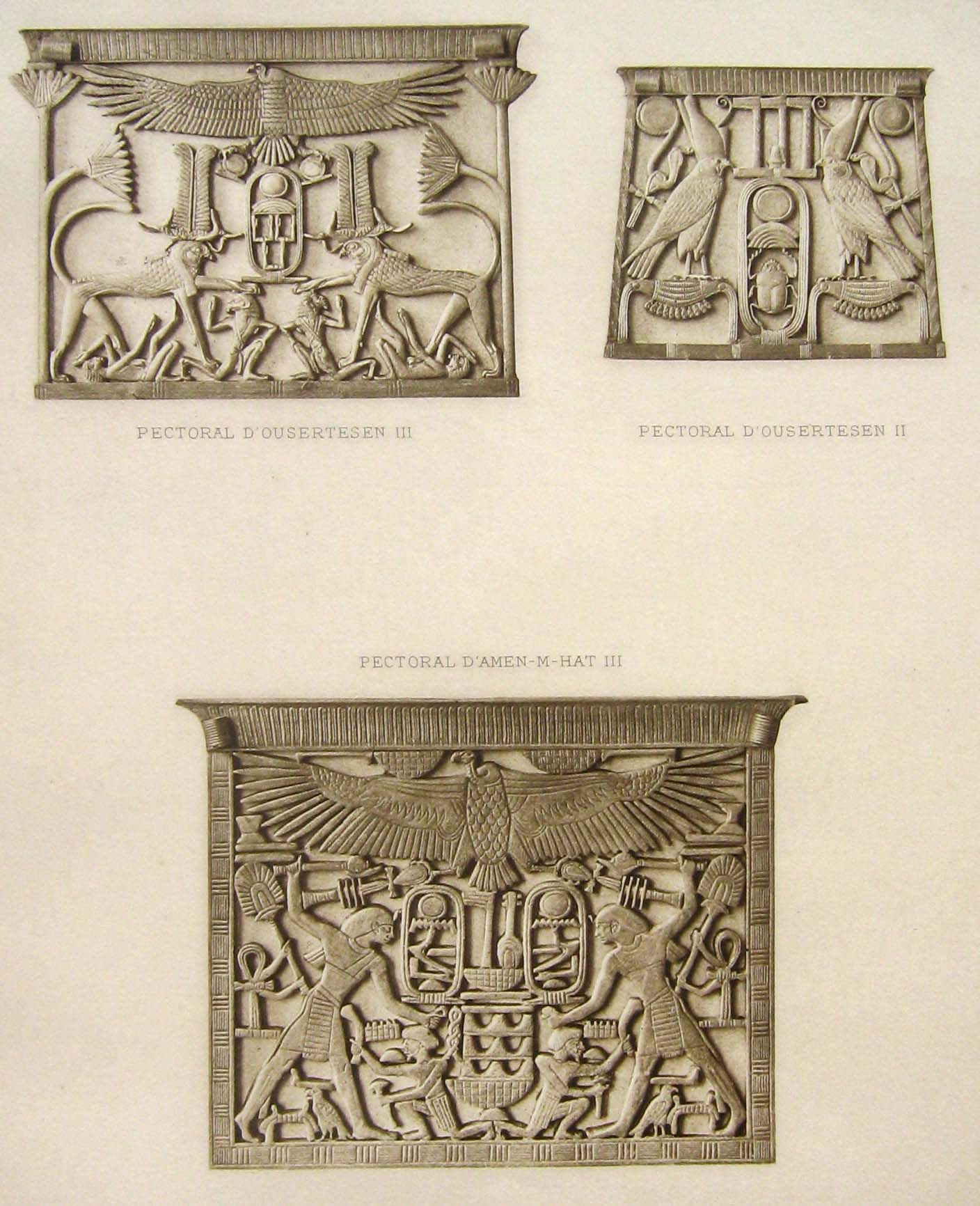
Bijoux du trésor de Dahchour.
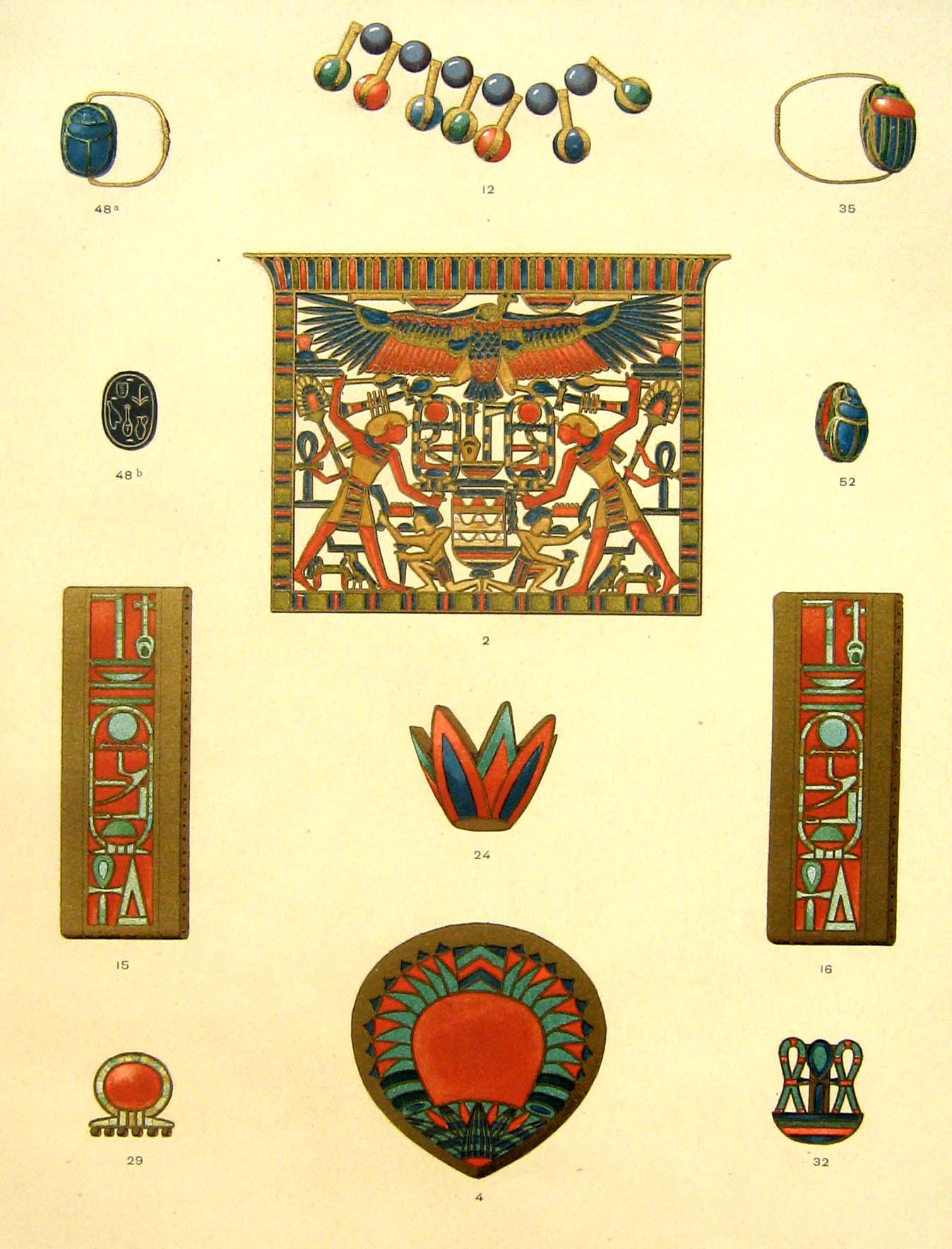
Bijoux du trésor de Dahchour.
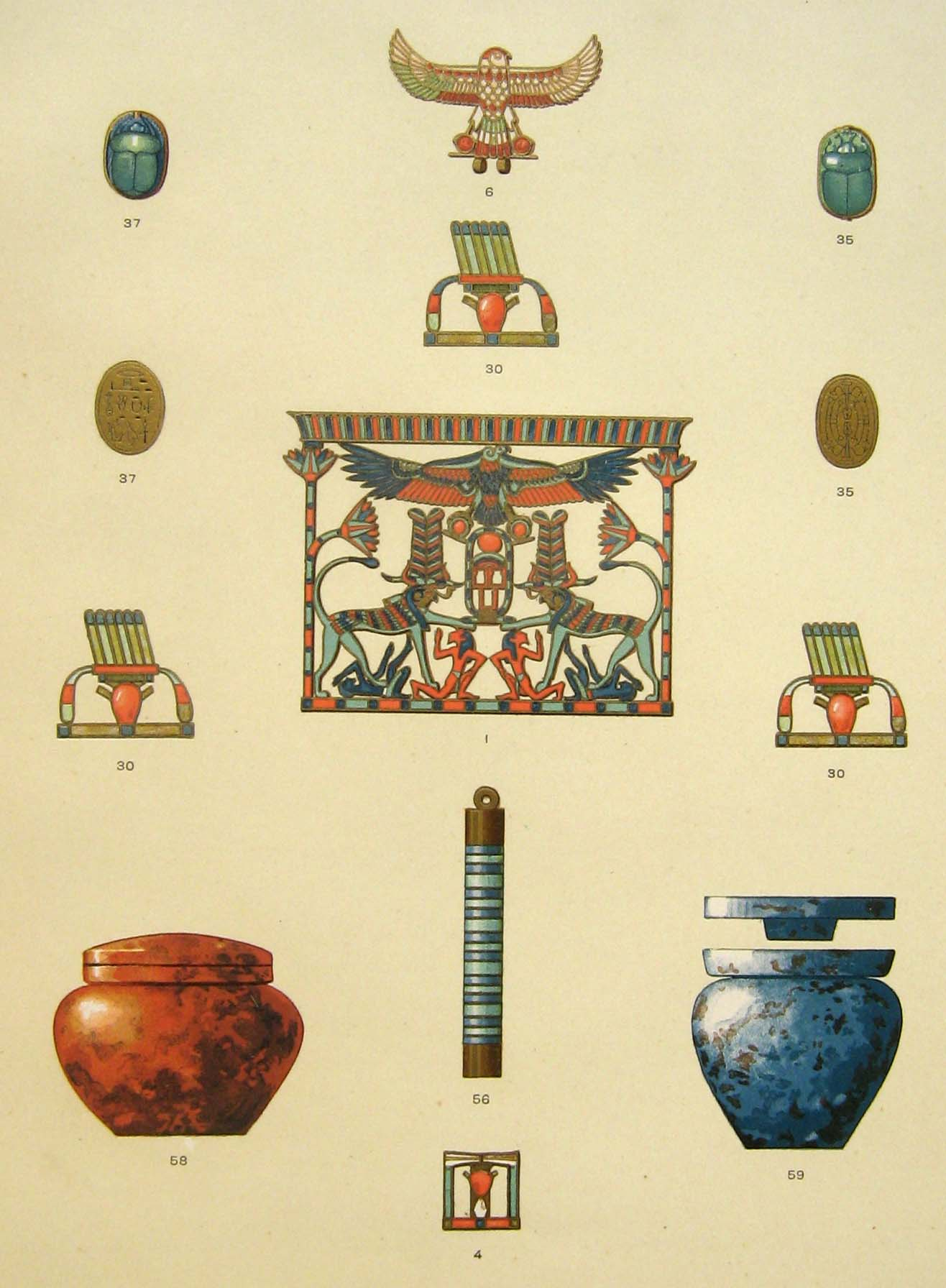
Bijoux du trésor de Dahchour.
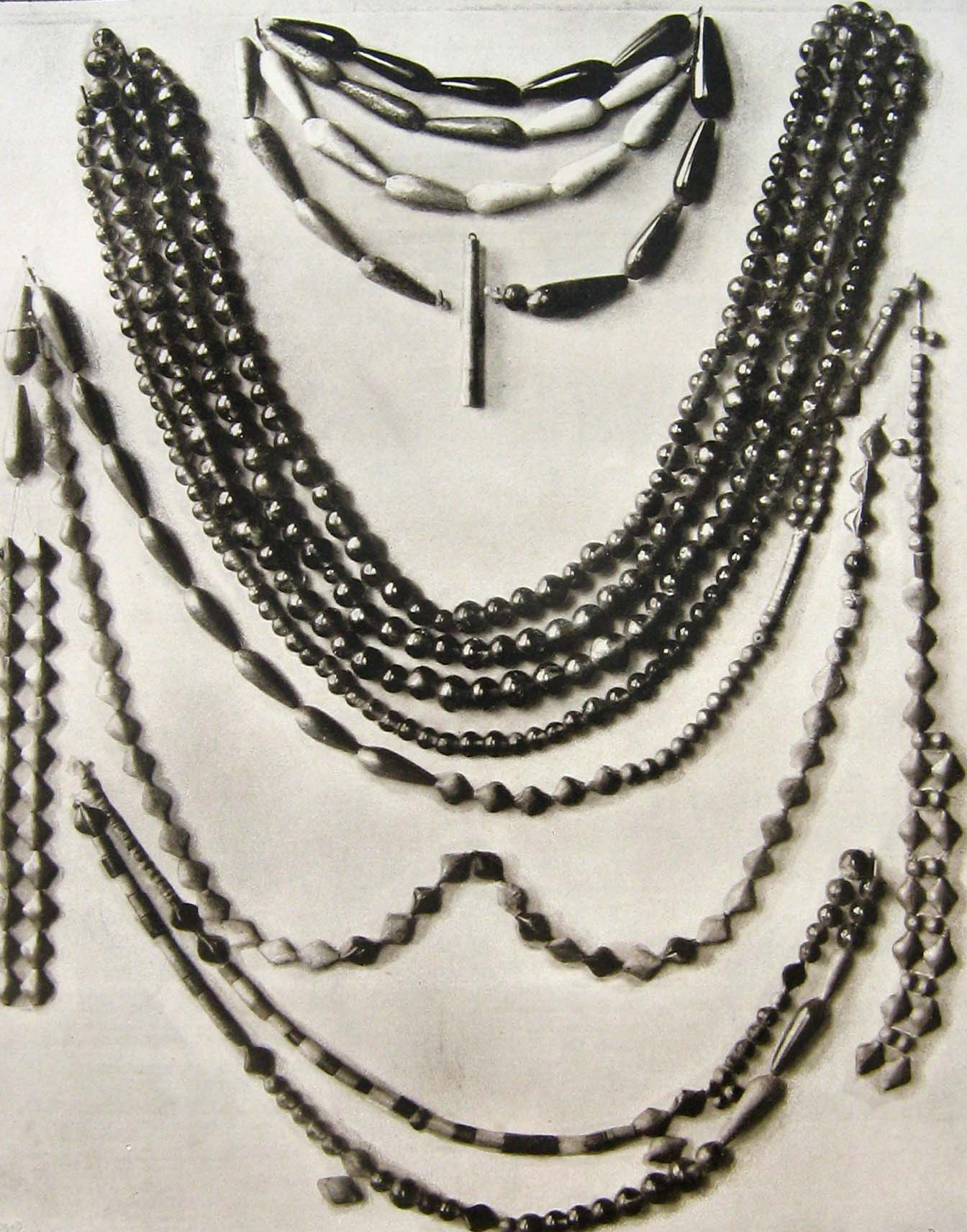
Bijoux du trésor de Dahchour.
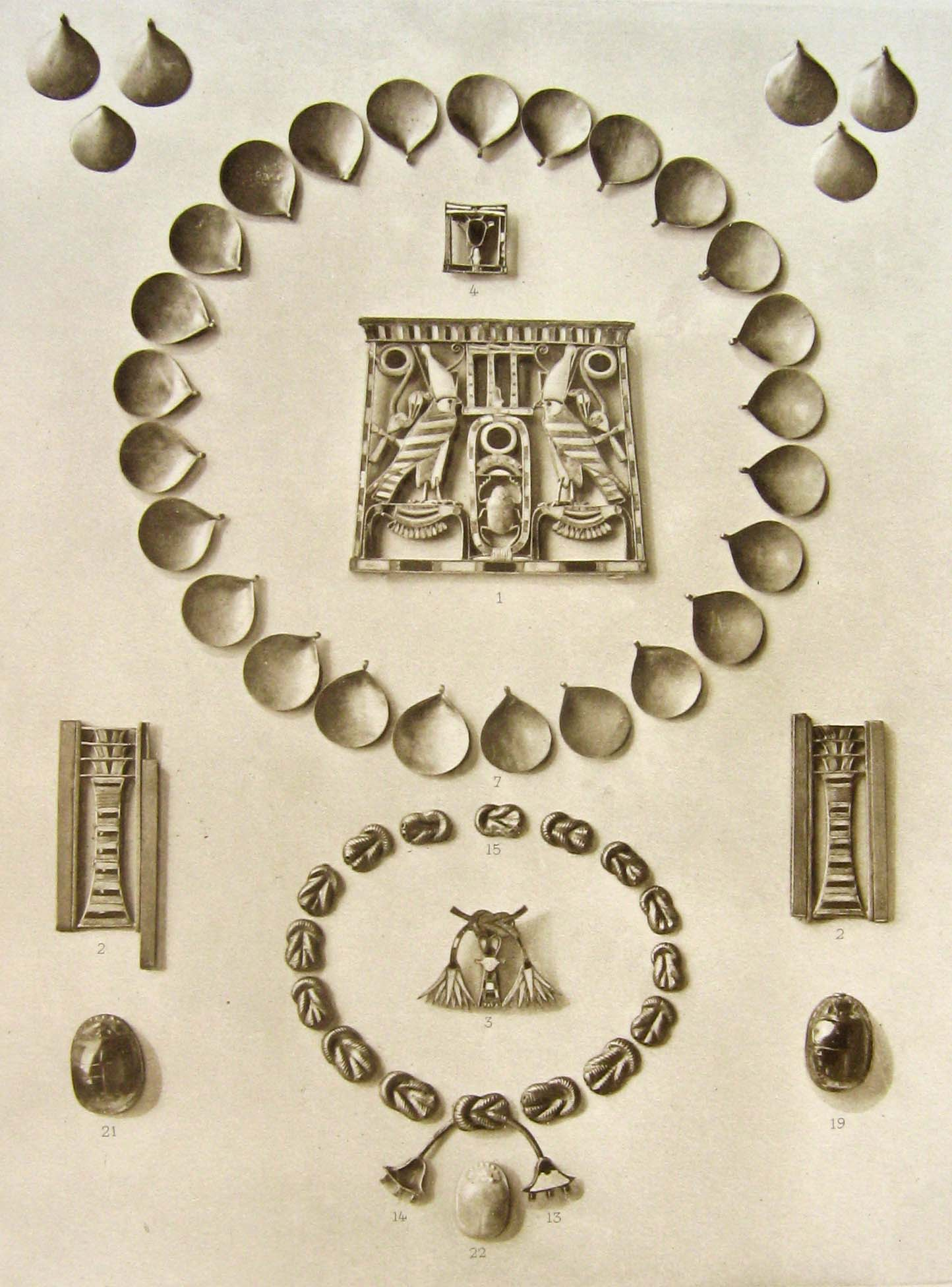
Bijoux du trésor de Dahchour.
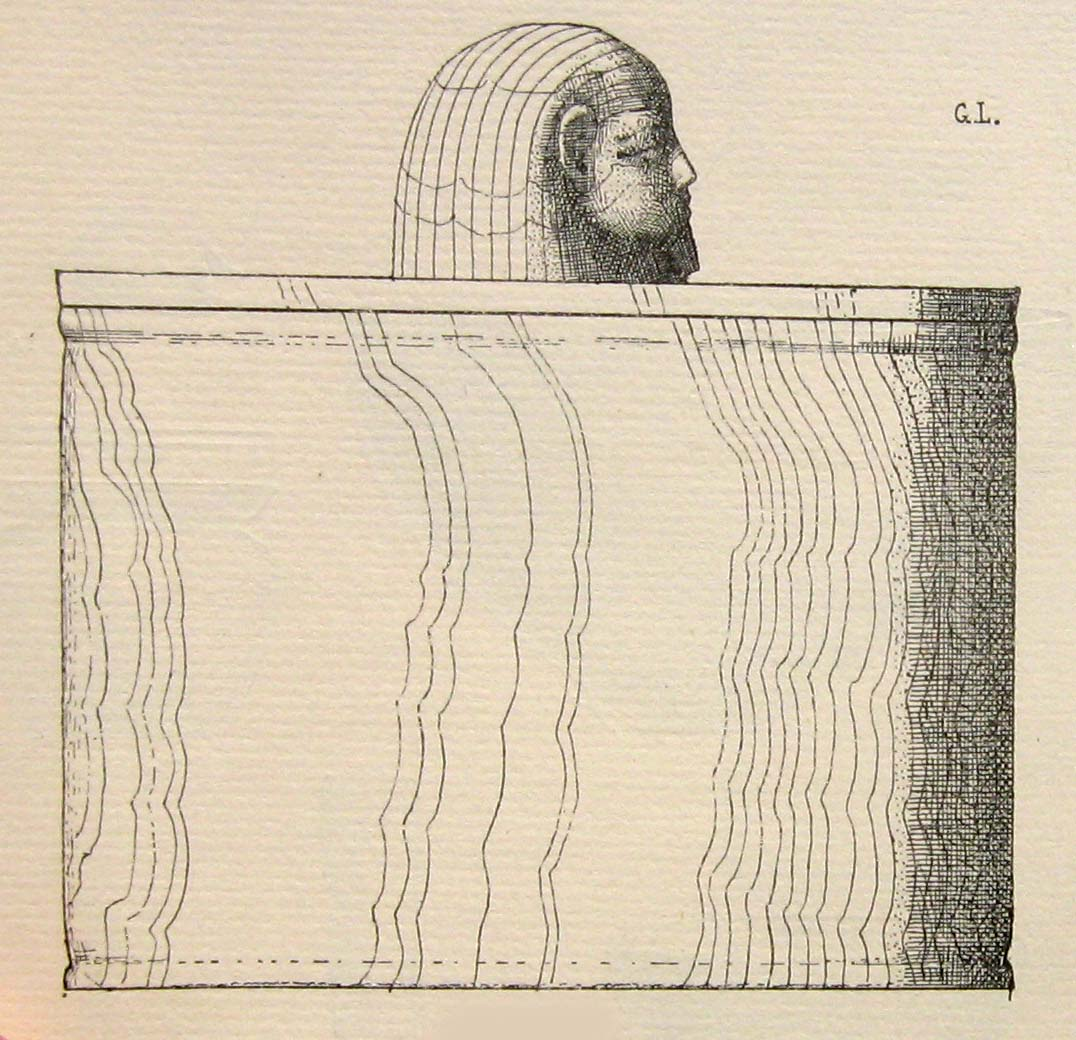
Caisse en albâtre découverte dans une galerie des reines.

### Les trois pyramides sud
Des trois pyramides situées au sud de la pyramide principale, la plus grande est la plus orientale. Ne possédant pas de chapelle au contraire des deux autres, celle-ci était destinée au Ka du souverain. La pyramide occidentale est attribuée à la reine Oueret II et a la particularité de posséder une infrastructure accessible par un puits dont l'accès se trouve près de la grande pyramide. Le puits débouche sur deux galeries s'opposant en direction. Un appartement funéraire se trouve sous la grande pyramide tandis que l'autre se trouve sous la pyramide de la reine. Il est évident que la tombe de la reine devait être achevée au début du règne de Sésostris III avant la pose des premières assises de briques de la pyramide du souverain. La pyramide centrale est attribuée à la reine Oueret Ire.

## Les barques funéraires
Lors de ses fouilles de 1894, Jacques de Morgan fit la découverte de quatre barques funéraires en bois, ainsi que d'une grande fosse à barque en briques.
La fosse à barque mesure vingt-sept mètres sur sept. Les barques mises au jour mesurent approximativement dix mètres. Toutes situées à l'extérieur de l'angle sud-ouest de l'enceinte du complexe, l'égyptologue affirma que le désert alentour en cachait de nombreuses autres. Ce fait est confirmé aujourd'hui par Dieter Arnold. Cependant, faute de moyens suffisants pour les mettre au jour et les préserver, les autorités ont jugé préférable de ne pas les extraire.
Les barques funéraires, éléments importants du complexe funéraire dans l'Ancien Empire, sont rares à la XIIe dynastie. Le complexe de Sésostris Ier contient une fosse à barque tandis que le complexe d'Amenemhat III à Dahchour en contient deux.

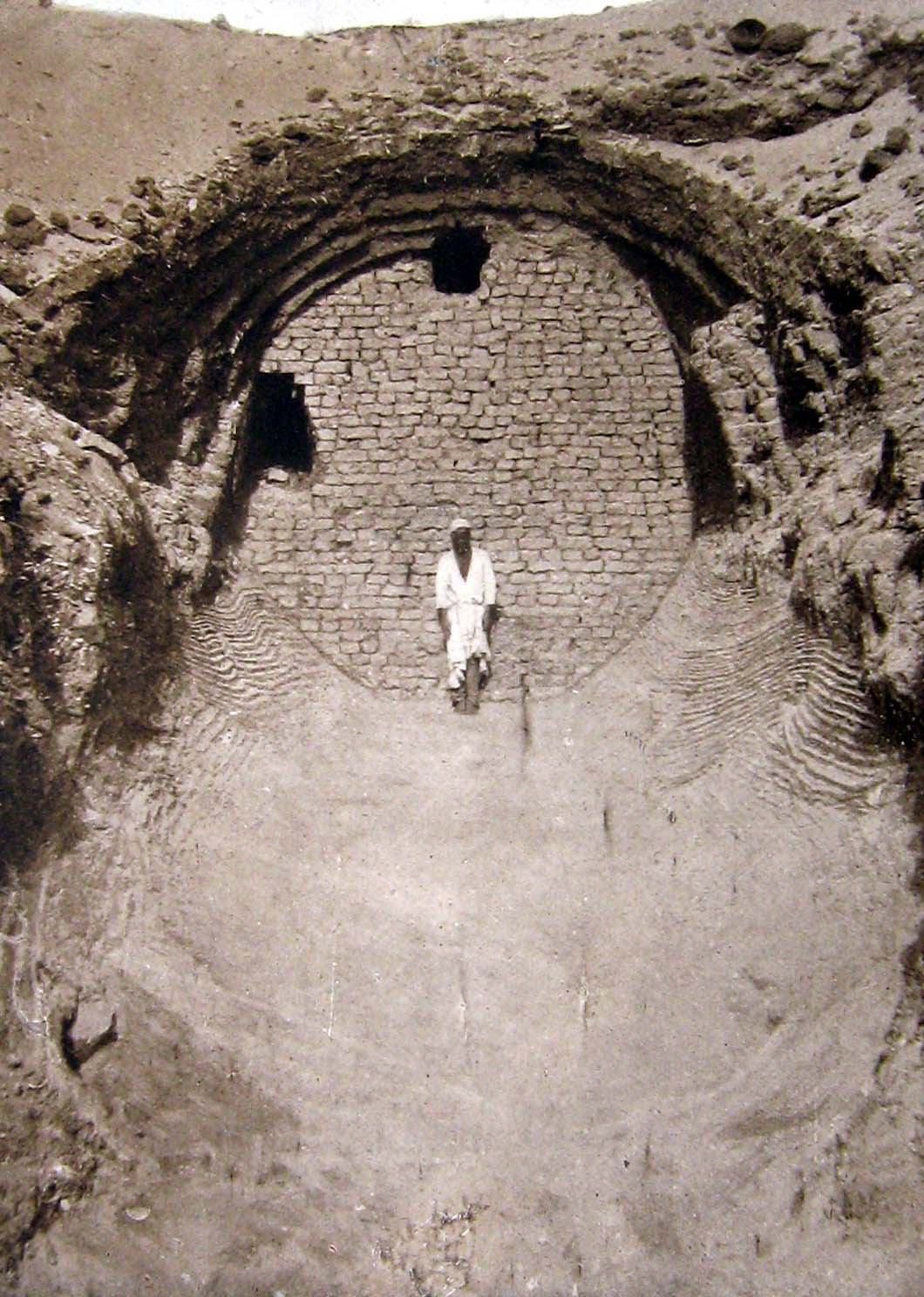
La fosse à barque (1894).
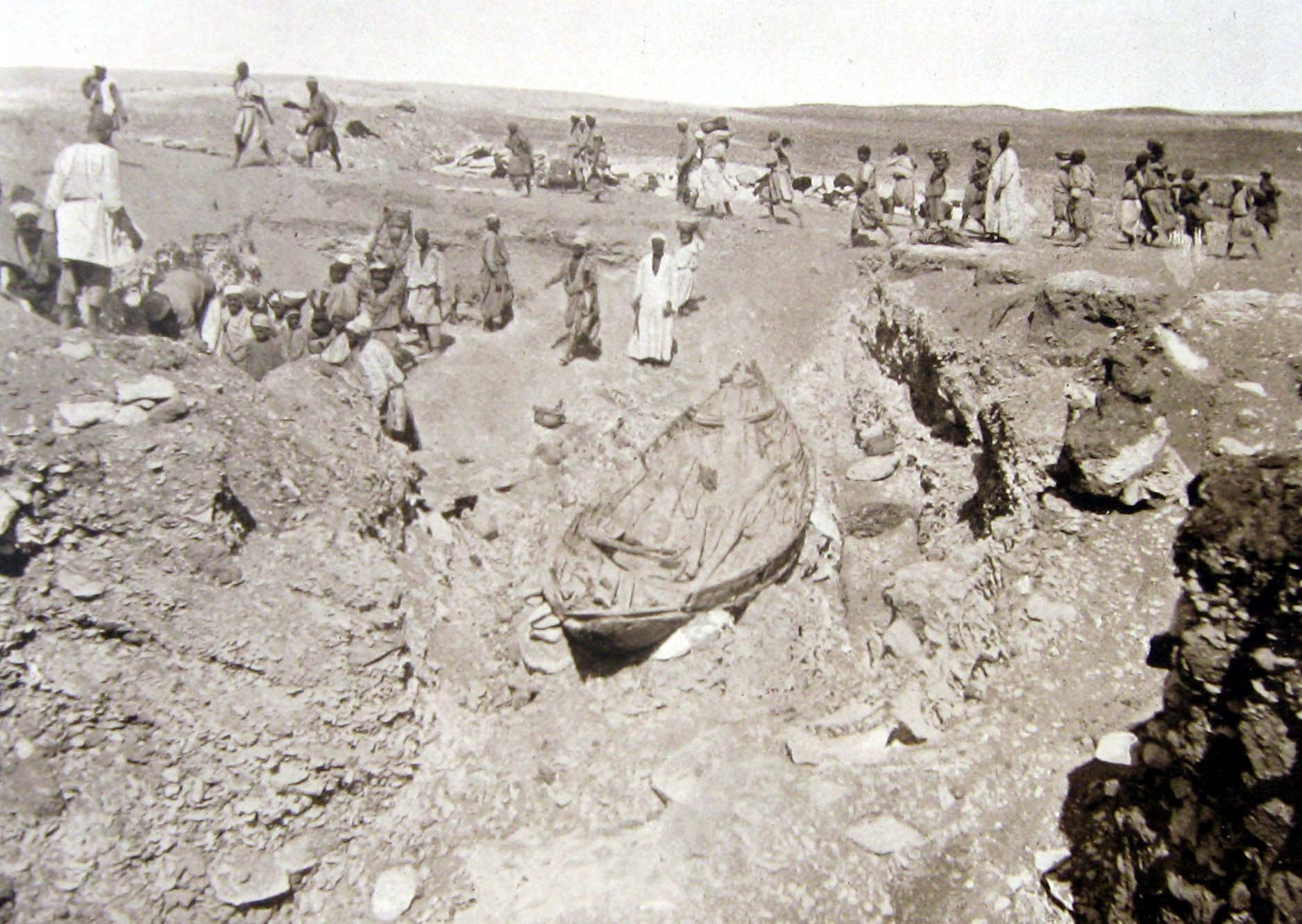
Découverte d'une barque (1894).
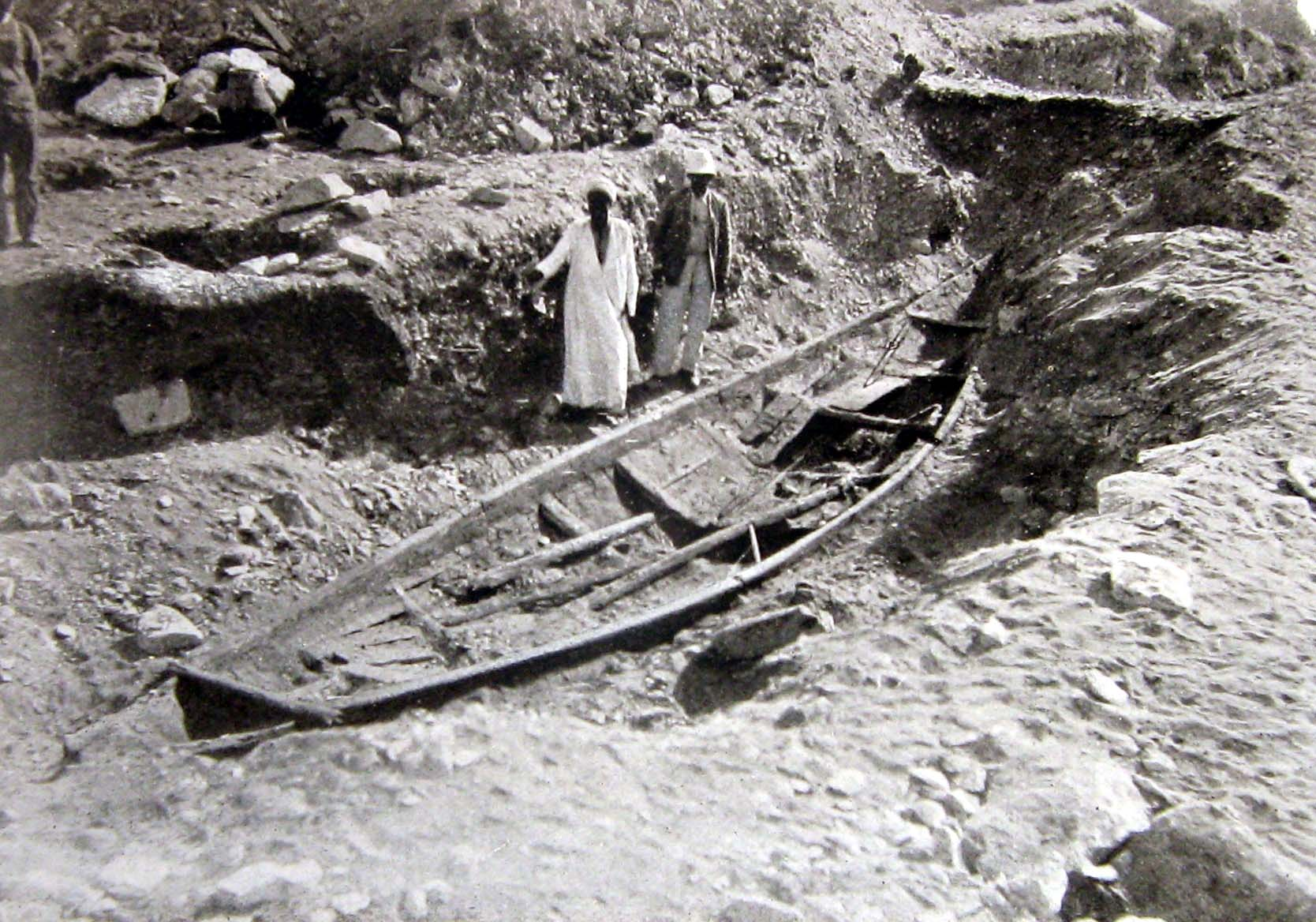
Découverte d'une barque (1894).
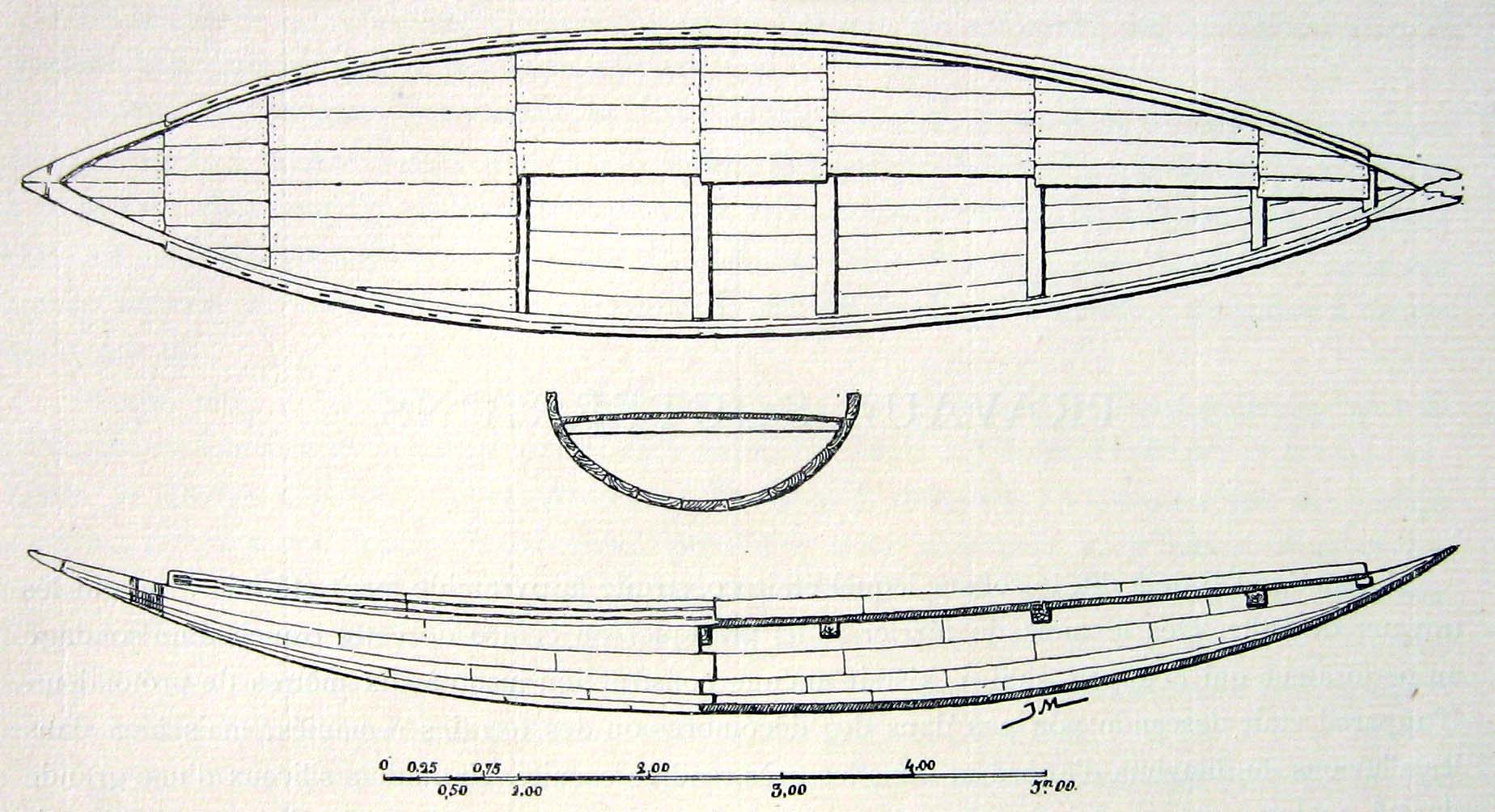
Croquis d'une barque funéraire.